# 4 stycznia
4 stycznia jest 4. dniem w kalendarzu gregoriańskim. Do końca roku pozostało 361 (w latach przestępnych 362) dni.

## Święta
- Imieniny obchodzą: Aniela, Benedykta, Dafroza, Dobromir, Doroteusz, Elżbieta, Eugeniusz, Fereol, Grzegorz, Krystiana, Rygobert, Suligost i Tytus.
- Mjanma – Święto Niepodległości
- Samoa – urodziny króla
- wspomnienia i święta w Kościele katolickim[1][2] obchodzą:
  - św. Aniela z Foligno (tercjarka)
  - św. Elżbieta Bayley Seton (pierwsza święta Stanów Zjednoczonych)
  - św. Grzegorz z Langres (biskup)
  - św. Rygobert (biskup)
  - św. Emanuel González García (biskup)
  - św. Teoktyst (w Kościele neounickim)[3]
  - uroczystość świętych siedemdziesięciu apostołów (w Kościele neounickim)[3]

## Wydarzenia w Polsce
- 1503 – Król Polski i wielki książę litewski Aleksander Jagiellończyk nadał prawa miejskie Wysokiemu Mazowieckiemu.
- 1591 – Król Zygmunt III Waza odnowił prawo magdeburskie Słonima.
- 1673 – Konfederaci gołąbscy zebrali się na zjeździe generalnym w Warszawie.
- 1729 – Warszawska drukarnia pijarów wydała pierwszy numer „Nowin Polskich”, przemianowanych w 1730 roku na „Kurier Polski”.
- 1769 – Konfederaci barscy w bitwie pod Bydgoszczą zmusili do odwrotu znaczny oddział wojsk rosyjskich.
- 1790 – Stanisław Staszic wydał anonimowo książkę Przestrogi dla Polski.
- 1796 – Wojska pruskie opuściły Kraków, który został przyłączony do monarchii habsburskiej.
- 1801 – Założono Szkołę Przemysłową dla Ubogich Dziewcząt Żydowskich we Wrocławiu.
- 1870 – Ukazało się pierwsze wydanie czasopisma „Kaliszanin”.
- 1919:
  - Płk Marian Januszajtis-Żegota przeprowadził nieudany zamach stanu, mający na celu obalenie rządu Jędrzeja Moraczewskiego.
  - Powstańcy wielkopolscy zaatakowali bez powodzenia oddziały niemieckie w Zbąszyniu.
  - Wojna polsko-bolszewicka: Armia Czerwona rozpoczęła szturm na Wilno.
- 1920 – Założono klub piłkarski Polonia Bytom.
- 1927 – Masowiec SS „Wilno” jako pierwszy polski statek wszedł do portu w Gdyni.
- 1939 – W podziemiach katedry św. Jana w Warszawie został pochowany arcybiskup metropolita warszawski i prymas Królestwa Polskiego kard. Aleksander Kakowski.
- 1943 – Niemcy rozstrzelali 22 mieszkańców wsi Nielisz koło Zamościa. Dokładnie rok później zamordowano tam 59 osób.
- 1945 – NKWD dokonało masowych aresztowań Polaków we Lwowie.
- 1947 – Rozpoczął się proces działaczy WiN.
- 1958:
  - Premiera filmu wojennego Eroica w reżyserii Andrzeja Munka.
  - Prymas Polski kard. Stefan Wyszyński dokonał poświęcenia Gdańskiego Seminarium Duchownego.
- 1969 – W klinice w Łodzi prof. Jan Moll podjął pierwszą w Polsce, nieudaną próbę przeszczepienia serca.
- 1972 – Premiera filmu wojennego Trzecia część nocy w reżyserii Andrzeja Żuławskiego.
- 1979 – Zamknięto dla ruchu samochodowego krakowski Rynek Główny.
- 1991 – Jan Krzysztof Bielecki został powołany na stanowisko premiera RP.
- 1994 – Premiera komedii filmowej Straszny sen Dzidziusia Górkiewicza w reżyserii Kazimierza Kutza.
- 1998 – Odbył się 6. Finał Wielkiej Orkiestry Świątecznej Pomocy.
- 2004 – 25 osób zostało rannych w katastrofie kolejowej koło Wronek.
- 2007 – Rozpoczęła działalność telewizja Fox Life.
- 2019 – 5 nastolatek zginęło w wyniku pożaru w escape roomie w Koszalinie.

## Wydarzenia na świecie

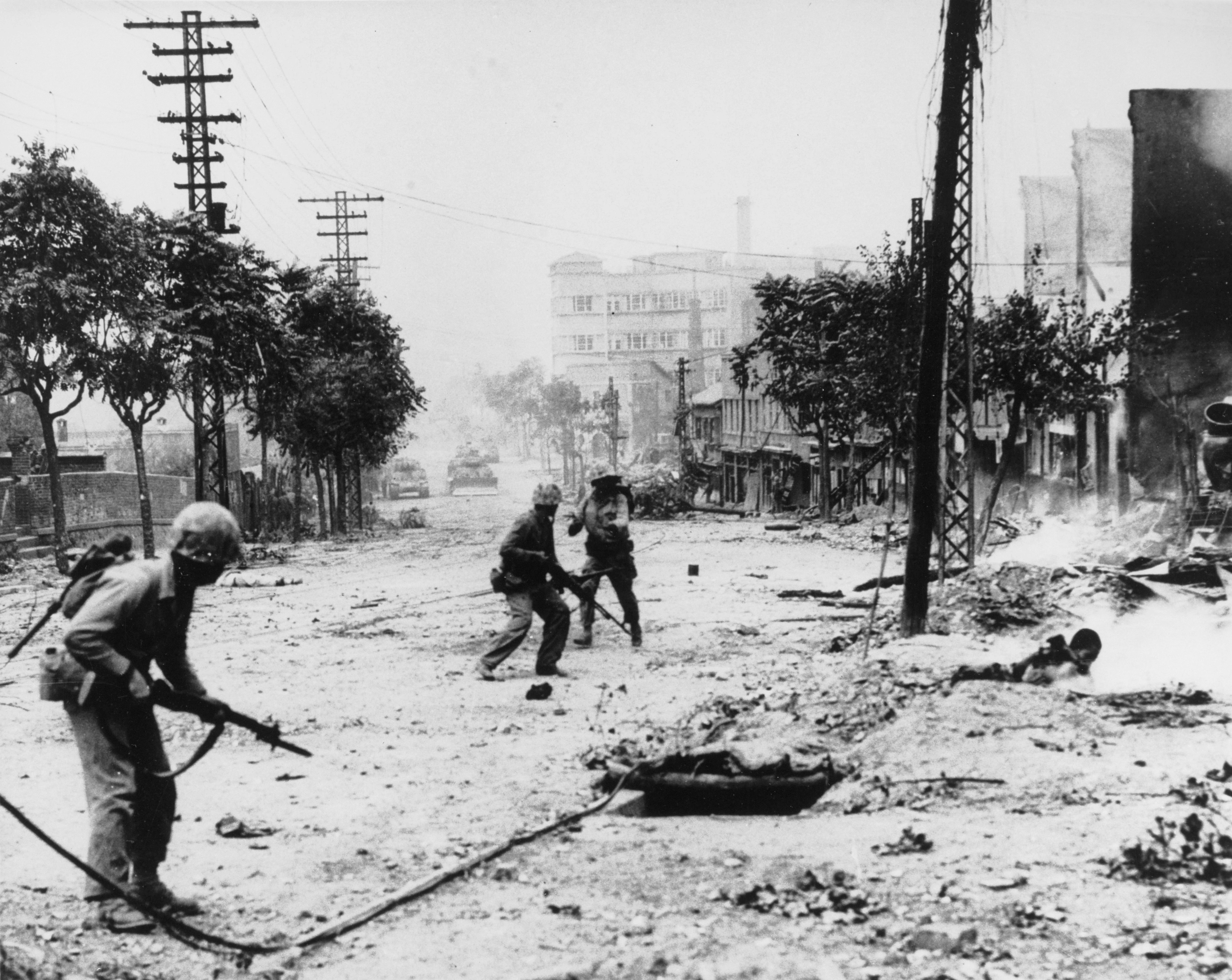
Siły ONZ na ulicach Seulu w trakcie wojny koreańskiej

- 46 p.n.e. – Porażka Juliusza Cezara w bitwie z Tytusem Labienusem pod Ruspiną.
- 275 – Eutychian został papieżem.
- 871 – Anglosasi pod wodzą króla Ethelreda I pokonali duńskich i norweskich najeźdźców w bitwie pod Reading.
- 1248:
  - Alfons III Dzielny został królem Portugalii.
  - Założono niemieckie miasto Neubrandenburg.
- 1254 – Flamandzki misjonarz i podróżnik Wilhelm z Rubruk, posłujący z ramienia króla Francji Ludwika IX, został przyjęty na audiencji w stolicy Imperium Mongolskiego Karakorum przez wielkiego chana Mongke.
- 1541 – Przywódca antyfeudalnego powstania w Sambii w Prusach Książęcych Jan Gericke został skazany na śmierć przez poćwiartowanie. Zmarł w więzieniu przed wykonaniem wyroku.
- 1561 – Paolo Battista Giudice Calvi(inne języki) został dożą Genui.
- 1614 – Elektor Brandenburgii i regent Prus Książęcych Jan Zygmunt Hohenzollern zmienił wyznanie z luteranizmu na kalwinizm.
- 1642 – Król Karol I Stuart wraz z 400 żołnierzami zaatakował budynek angielskiego parlamentu w nieudanej próbie aresztowania pięciu przywódców opozycji.
- 1669 – W Paryżu ukazała się powieść epistolarna Listy portugalskie, zawierająca 5 listów miłosnych domniemanego autorstwa portugalskiej klaryski Mariany Alcoforado do francuskiego oficera.
- 1698 – Spłonęła doszczętnie dotychczasowa rezydencja brytyjskich monarchów – pałac Whitehall w Londynie.
- 1717 – Zjednoczone Prowincje Niderlandów, Wielka Brytania i Francja zawarły w Hadze sojusz antyhiszpański.
- 1790 – Hrabstwo Flandrii ogłosiło niepodległość.
- 1798 – Związana do tej pory z kantonami szwajcarskimi Miluza została przyłączona do Francji.
- 1825 – Franciszek I Burbon został królem Obojga Sycylii.
- 1828 – Jean-Baptiste de Martignac został premierem Królestwa Francji.
- 1847 – Samuel Colt sprzedał amerykańskiemu rządowi pierwszą partię rewolwerów własnej konstrukcji.
- 1852 – Na Atlantyku, 150 km na południowy zachód od Wysp Scilly w trakcie swego dziewiczego rejsu z Southampton do Indii Zachodnich eksplodował i zatonął brytyjski parowiec RMS „Amazon”(inne języki), w wyniku czego zginęło 104 pasażerów i członków załogi.
- 1854 – William McDonald odkrył Wyspy McDonalda na południowym Oceanie Indyjskim.
- 1866 – Niemiecki astronom Friedrich Tietjen odkrył planetoidę (86) Semele.
- 1870 – Były prezydent Argentyny Bartolomé Mitre założył dziennik „La Nación Argentina” (obecnie „La Nación”).
- 1871 – Johan Rudolph Thorbecke został po raz trzeci premierem Holandii.
- 1878 – X wojna rosyjsko-turecka: wojska rosyjskie zdobyły Sofię.
- 1880 – Brytyjski podróżnik Edward Whymper wszedł jako pierwszy na wierzchołek najwyższego ekwadorskiego wulkanu Chimborazo (6267 m).
- 1881 – Powstała japońska żandarmeria wojskowa Kempeitai.
- 1884 – W Londynie założono lewicowe Towarzystwo Fabiańskie.
- 1885 – Wojna chińsko-francuska: zwycięstwo wojsk francuskich w bitwie pod Núi Bop(inne języki).
- 1888 – W Japonii ustanowiono Order Skarbu Korony.
- 1894 – Wszedł w życie tajny francusko-rosyjski sojusz militarny (tzw. dwuporozumienie).
- 1896 – Utah jako 34. stan dołączyło do Unii.
- 1900 – W trzęsieniu ziemi w Tbilisi zginęło ok. 1000 osób.
- 1903 – Po zabiciu w ciągu kilku lat trzech mężczyzn na Coney Island w Nowym Jorku została uśmiercona przy użyciu prądu słonica cyrkowa o imieniu Topsy.
- 1904 – Arthur Barclay został prezydentem Liberii.
- 1911 – Maria Skłodowska-Curie zgłosiła swoją kandydaturę do Akademii Francuskiej.
- 1914 – Odzyskany przez włoską policję obraz Leonarda da Vinciego Mona Lisa powrócił do paryskiego Luwru.
- 1918 – Rosja Radziecka uznała niepodległość Finlandii.
- 1923:
  - Gen. Zhang Shaozeng został premierem Republiki Chińskiej.
  - Włodzimierz Lenin zakończył pisanie List do Zjazdu (tzw. „testamentu Lenina”), w którym negatywnie ocenił swych potencjalnych następców na przywódców WKP(b): Trockiego, Zinowiewa, Kamieniewa, Piatakowa i „ulubieńca partii” Bucharina oraz zamieścił sugestię usunięcia Józefa Stalina ze stanowiska sekretarza generalnego partii.
- 1926:
  - Andrej Lapczew został premierem Bułgarii.
  - Założono turecki klub sportowy İstanbulspor A.Ş.
- 1933 – W pałacyku barona Kurta von Schroedera(inne języki) w Kolonii odbyły się tajne negocjacje Adolfa Hitlera i byłego kanclerza Franza von Papena, pośrednika prezydenta Paula von Hindenburga, w wyniku których Hitler został kanclerzem koalicyjnego rządu NSDAP i DNVP.
- 1935 – W trzęsieniu ziemi o sile 6,4 stopnia w skali Richtera na tureckich wyspach Avşa(inne języki) i Marmara zginęło 5 osób, a 30 zostało rannych.
- 1936 – Amerykański tygodnik „Billboard” opublikował pierwszą listę przebojów opartą na liczbie sprzedanych płyt.
- 1939 – Prezydent USA Franklin Delano Roosevelt ogłosił zakończenie programu „New Deal”, którego celem było przeciwdziałanie skutkom wielkiego kryzysu z lat 1929–1933.
- 1940:
  - Dokonano oblotu brytyjskiego myśliwca pokładowego Fairey Fulmar.
  - Podpisano polsko-francuską umowę o utworzeniu na terenie Francji polskich jednostek wojskowych.
- 1941:
  - Bitwa o Anglię: miało miejsce trwające 12 godzin najcięższe bombardowanie Bristolu.
  - Johan Wilhelm Rangell został premierem Finlandii.
- 1943 – Niemcy rozstrzelali w Atenach Jerzego Iwanowa-Szajnowicza, polskiego sportowca, agenta brytyjskich służb specjalnych i bohatera greckiego ruchu oporu.
- 1945 – Wojna na Pacyfiku: wojska brytyjskie zdobyły birmańskie miasto Akyab (obecnie Sittwe).
- 1947 – Ukazało się pierwsze wydanie niemieckiego tygodnika „Der Spiegel”.
- 1948:
  - Birma uzyskała niepodległość (od Wielkiej Brytanii).
  - Wojna domowa w Palestynie: 26 Arabów zginęło w zamachu bombowym w Jafie przeprowadzonym przez żydowską organizację Irgun.
- 1951:
  - Vidoe Smilevski(inne języki) został prezydentem Socjalistycznej Republiki Macedonii.
  - Wojna koreańska: wojska chińskie i północnokoreańskie zajęły Seul.
- 1954 – W Duisburgu zainstalowano pierwsze w Niemczech parkometry.
- 1958 – Nowozelandczyk Edmund Hillary dotarł na biegun południowy.
- 1960:
  - Austria, Dania, Norwegia, Portugalia, Szwajcaria, Szwecja i Wielka Brytania podpisały Konwencję sztokholmską, powołującą Europejskie Stowarzyszenie Wolnego Handlu (EFTA).
  - Boulder City w Nevadzie uzyskało prawa miejskie.
- 1961 – Podpułkownik aparatu bezpieczeństwa PRL Michał Goleniewski zgłosił się, po uzgodnieniach telefonicznych, w rezydenturze wywiadu amerykańskiego w Berlinie Zachodnim.
- 1962 – Organizacja Państw Amerykańskich zniosła sankcje dyplomatyczne wobec Dominikany.
- 1964:
  - Albert DeSalvo („Dusiciel z Bostonu”) zamordował swoją ostatnią (trzynastą) ofiarę.
  - Paweł VI jako pierwszy papież przybył do Izraela.
- 1966 – W Taszkencie rozpoczęły się indyjsko-pakistańskie negocjacje pokojowe.
- 1969 – Hiszpania zwróciła Maroku enklawę Ifni.
- 1970:
  - Grupa The Beatles (bez Johna Lennona) nagrała ostatnią piosenkę do swego ostatniego albumu Let It Be.
  - NASA ogłosiła anulowanie planowanej załogowej misji księżycowej Apollo 20.
  - W trzęsieniu ziemi o sile 7,5 stopnia w skali Richtera w chińskiej prowincji Yunnan zginęło ponad 15 tys. osób.
- 1978 – W sfałszowanym zdaniem opozycji referendum w Chile 78% głosujących miało się opowiedzieć za kontynuacją władzy i przeprowadzanych reform przez Augusto Pinocheta.
- 1979 – Na Gwadelupie odbyła się konferencja przywódców Francji, USA, RFN i Wielkiej Brytanii poświęcona kryzysowi w Iranie.
- 1980:
  - Muhammad Chuna uld Hajdalla zastąpił Muhammada Mahmuda uld Luliego na stanowisku szefa państwa, pozostając jednocześnie premierem Mauretanii.
  - W reakcji na radziecką interwencję w Afganistanie prezydent USA Jimmy Carter ogłosił wprowadzenie sankcji polityczno-gospodarczych wobec ZSRR.
- 1989 – Około 100 km od libijskiego wybrzeża 2 amerykańskie myśliwce F-14 zestrzeliły 2 libijskie MiGi-23.
- 1990 – 350 osób zginęło, a ponad 700 zostało rannych w zderzeniu pociągów w Pakistanie.
- 1992 – ChRL i Tadżykistan nawiązały stosunki dyplomatyczne.
- 1994 – Litwa złożyła wniosek o przyjęcie do NATO.
- 1996 – Dokonano oblotu amerykańskiego śmigłowca rozpoznawczego RAH-66 Comanche.
- 1997 – Owdowiały prezydent Czech Václav Havel ożenił się po raz drugi z aktorką Dagmar Veškrnovą.
- 1998 – Valdas Adamkus wygrał wybory prezydenckie na Litwie.
- 1999:
  - Były zawodowy wrestler Jesse Ventura został gubernatorem Minnesoty.
  - Izraelski Kneset podjął decyzję o samorozwiązaniu i rozpisaniu przedterminowych wyborów.
- 2000 – 19 osób zginęło w zderzeniu pociągów pasażerskich w południowo-zachodniej Norwegii.
- 2003 – W zamachu przeprowadzonym przez islamskich rebeliantów w Theniet el-Abed(inne języki) w Algierii zginęło 43 żołnierzy, a 19 zostało rannych.
- 2004 – Micheil Saakaszwili wygrał wybory prezydenckie w Gruzji.
- 2005:
  - Premier RP Marek Belka rozpoczął dwudniową wizytę w Libii.
  - W zamachu na jego konwój zginął gubernator Bagdadu Ali al-Haidri i jego 6 ochroniarzy.
- 2006 – Premier Izraela Ariel Szaron doznał ciężkiego udaru mózgu, po którym zapadł w śpiączkę. Jego obowiązki przejął wicepremier Ehud Olmert.
- 2007 – Nancy Pelosi została pierwszą w historii kobietą-spikerem Izby Reprezentantów USA.
- 2008 – Z obawy przed atakami terrorystycznymi w Mauretanii odwołano tegoroczny Rajd Dakar.
- 2009 – W samobójczym zamachu bombowym przed szyicką świątynią w Bagdadzie zginęło co najmniej 40 osób, w tym 16 irańskich pielgrzymów.
- 2010 – W Dubaju oficjalnie otwarto najwyższy wieżowiec na świecie Burdż Chalifa (828 m).
- 2013 – Prezydent Mahmud Abbas na mocy dekretu przekształcił Autonomię Palestyńską w Państwo Palestyny.
- 2016 – Premiera gry mobilnej studia Supercell Clash Royale.
- 2017 – Sorin Grindeanu został premierem Rumunii.
- 2019 – Joseph Ngute został premierem Kamerunu.

## Zdarzenia astronomiczne ieksploracja kosmosu
- 1958 – Pierwszy sztuczny satelita Ziemi Sputnik 1 spłonął w atmosferze.
- 1959 – Radziecka sonda kosmiczna Łuna 1 minęła powierzchnię Księżyca w odległości 6 tys. km.
- 1963 – Z kosmodromu Bajkonur wystrzelono sondę księżycową Sputnik 25. Z powodu awarii rakiety nośnej pozostała na orbicie Ziemi i następnego dnia spłonęła w atmosferze.
- 1979 – Amerykańska sonda Voyager 1 rozpoczęła obserwację Jowisza.
- 2004 – Amerykański lądownik Spirit wylądował na Marsie.
- 2011 – Częściowe zaćmienie Słońca widoczne w całej Europie.

## Urodzili się
- 1077 – Zhezong, cesarz Chin (zm. 1100)
- 1271 – Elżbieta Aragońska, królowa Portugalii, tercjarka franciszkańska, święta (zm. 1336)
- 1334 – Amadeusz VI, hrabia Sabaudii (zm. 1383)
- 1341 – Wat Tyler, angielski przywódca rewolty ludowej (zm. 1381)
- 1581 – James Ussher, irlandzki duchowny anglikański, arcybiskup Armagh (zm. 1656)
- 1643 – Isaac Newton, angielski fizyk, matematyk, astronom (zm. 1727)
- 1675 – Liberat Weiss, niemiecki franciszkanin, misjonarz, męczennik, błogosławiony (zm. 1716)
- 1710 – Giovanni Battista Pergolesi, włoski kompozytor, skrzypek, organista (zm. 1736)
- 1717 – Antonio Maria Mazzoni(inne języki), włoski kompozytor (zm. 1785)
- 1720 – Johann Friedrich Agricola, niemiecki kompozytor (zm. 1774)
- 1729 – Joachim Litawor Chreptowicz, sekretarz wielki litewski, marszałek Trybunału Głównego Wielkiego Księstwa Litewskiego, podkanclerzy litewski, kanclerz wielki litewski (zm. 1812)
- 1731 – Karl von Zedlitz, pruski polityk (zm. 1793)
- 1737 – Louis-Bernard Guyton de Morveau, francuski chemik, polityk (zm. 1816)
- 1745 – Johann Jakob Griesbach, niemiecki duchowny luterański, biblista (zm. 1812)
- 1747 – Dominique Vivant Denon, francuski baron, podróżnik, archeolog, egiptolog, dyplomata (zm. 1825)
- 1772:
  - Paul-Louis Courier(inne języki), francuski pisarz, hellenista (zm. 1825)
  - Jean-Étienne Dominique Esquirol, francuski psychiatra (zm. 1840)
  - Caesar Augustus Rodney, amerykański polityk, senator (zm. 1824)
  - Anton Friedrich Justus Thibaut, niemiecki prawnik (zm. 1840)
- 1776 – Bernardino Drovetti, włoski polityk, dyplomata, kolekcjoner dzieł sztuki (zm. 1852)
- 1779 – Robert Henry Goldsborough, amerykański polityk, senator (zm. 1836)
- 1784 – François Rude, francuski rzeźbiarz (zm. 1855)
- 1785:
  - Jacob Grimm, niemiecki filolog, pisarz (zm. 1863)
  - Fryderyk Wilhelm, książę Schleswig-Holstein-Sonderburg-Glücksburg (zm. 1831)
- 1797 – Wilhelm Beer, niemiecki astronom amator (zm. 1850)
- 1800 – Karol Mecherzyński, polski pisarz, historyk literatury (zm. 1881)
- 1808:
  - Friedrich Haase, niemiecki filolog klasyczny, wykładowca akademicki (zm. 1867)
  - Daniel Sulikowski, polski duchowny katolicki, polityk (zm. 1892)
- 1809:
  - Jan Alcyato, polski publicysta, uczestnik powstania listopadowego (zm. 1855)
  - Louis Braille, francuski pedagog, twórca alfabetu dla niewidomych (zm. 1852)
  - Julius Adolph Stöckhardt, niemiecki farmaceuta, chemik, agronom, wykładowca akademicki (zm. 1886)
- 1811 – Karl Gottlob Freytag von Loringhoven, rosyjski baron, tajny radca, urzędnik konsularny, dyplomata pochodzenia niemieckiego (zm. 1882)
- 1812 – Dragojla Jarnević, chorwacka pisarka, publicystka, nauczycielka (zm. 1875)
- 1813:
  - Aleksander von Bach, austriacki baron, polityk (zm. 1893)
  - Ludwik Lucjan Bonaparte, francuski lingwista (zm. 1891)
  - Wenzel Messenhauser, austriacki wojskowy, pisarz pochodzenia morawskiego (zm. 1848)
  - Isaac Pitman, brytyjski stenograf (zm. 1897)
- 1815:
  - Florent Daguin, francuski duchowny katolicki misjonarz, lazarysta, wikariusz apostolski Mongolii (zm. 1859)
  - Hermann Kennemann, pruski posiadacz ziemski, polityk (zm. 1910)
- 1816 – Osyp Szuchewycz, ukraiński duchowny greckokatolicki, pisarz, tłumacz (zm. 1870)
- 1822 – Georg Büchmann, niemiecki filolog, wykładowca akademicki (zm. 1884)
- 1829 – Adolfo Alsina, argentyński prawnik, polityk (zm. 1877)
- 1830 – Tytus Babczyński, polski matematyk, fizyk (zm. 1910)
- 1832 – George Tryon, brytyjski wiceadmirał (zm. 1893)
- 1839:
  - Casimiro de Abreu, brazylijski poeta (zm. 1860)
  - Carl Humann, niemiecki inżynier budownictwa drogowego, archeolog amator (zm. 1896)
- 1840 – Ernst Hoffmann, niemiecki duchowny katolicki, wielki dziekan kłodzki i wikariusz arcybiskupi hrabstwa kłodzkiego (zm. 1889)
- 1841 – Wiktor Schmidt, duchowny rzymskokatolicki (zm. 1917)[4]
- 1843 – Attilio Begey, włoski polonofil (zm. 1928)
- 1844 – Kašpar Rosa, czeski lekarz (zm. 1930)
- 1845 – Eugenia Ravasco, włoska zakonnica, błogosławiona (zm. 1900)
- 1846 – Jan Karafiát, czeski duchowny protestancki, pisarz (zm. 1929)
- 1848 – Tarō Katsura, japoński polityk, premier Japonii (zm. 1913)
- 1851 – Ottomar Rosenbach, niemiecki lekarz (zm. 1907)
- 1857 – Émile Cohl, francuski reżyser filmowy (zm. 1938)
- 1858:
  - Carter Glass, amerykański polityk, senator (zm. 1946)
  - Victor Léon, austriacki librecista pochodzenia żydowsko-węgierskiego (zm. 1940)
- 1864 – Georges Albert Smith(inne języki), brytyjski reżyser filmowy (zm. 1959)
- 1866 – Joel Hastings Metcalf, amerykański astronom (zm. 1925)
- 1869 – Anton Lawicki, białoruski prozaik, dramaturg, poeta, publicysta (zm. 1922)
- 1870:
  - Tytus Jaszkowski, polski działacz narodowy, powstaniec śląski (zm. 1963)
  - Helena Willman-Grabowska, polska indolog, iranistka (zm. 1957)
- 1871 – Seweryn Krzemieniewski, polski botanik (zm. 1945)
- 1872 – Maksymilian Tytus Huber, polski inżynier mechanik (zm. 1950)
- 1874:
  - George Adee, amerykański działacz sportowy (zm. 1948)
  - Maria Patrocinio od św. Jana Giner Gómis, hiszpańska karmelitanka klaretynka, męczennica, błogosławiona (zm. 1936)
  - Josef Suk, czeski kompozytor, skrzypek (zm. 1935)
- 1876 – Amalie Weidner-Steinhaus, niemiecka poetka (zm. 1963)
- 1878:
  - Gerdt von Bassewitz, niemiecki pisarz (zm. 1923)
  - Tadeusz Godlewski, polski fizyk, wykładowca akademicki (zm. 1921)
  - Augustus John, walijski malarz (zm. 1961)
- 1879 – Piet Dickentman, holenderski kolarz torowy (zm. 1950)
- 1880:
  - Wacław Januszewski, polski podpułkownik, inżynier, polityk, senator RP (zm. 1953)
  - Henri Peslier, francuski piłkarz wodny (zm. 1912)
  - Michał Ringel, polski adwokat, dziennikarz, działacz syjonistyczny, polityk, senator RP pochodzenia żydowskiego (zm. 1941)
- 1881:
  - Wilhelm Lehmbruck, niemiecki rzeźbiarz (zm. 1919)
  - Nikołaj Rosławiec, rosyjski kompozytor (zm. 1944)
  - Patrick Ryan, irlandzko-amerykański lekkoatleta, młociarz (zm. 1964)
  - Mikołaj (Velimirović), serbski biskup i święty prawosławny (zm. 1956)
- 1882 – Yoshijirō Umezu, japoński generał (zm. 1949)
- 1883 – Johanna Westerdijk, holenderska botanik, wykładowczyni akademicka (zm. 1961)
- 1884 – Guy Pène du Bois, amerykański nauczyciel, krytyk sztuki, malarz pochodzenia francuskiego (zm. 1958)
- 1885 – Yoneji Miyagawa, japoński parazytolog, wykładowca akademicki (zm. 1959)
- 1886 – Torsten Kumfeldt, szwedzki piłkarz wodny, pływak (zm. 1966)
- 1887 – Jack Hickey, australijski rugbysta (zm. 1950)
- 1888:
  - Tytus Czaki, polski działacz niepodległościowy, legionista, polityk, prezydent Brześcia nad Bugiem i Włocławka (zm. 1944)
  - Walther Kossel, niemiecki fizykochemik, wykładowca akademicki (zm. 1956)
  - Géza Tuli, węgierski gimnastyk (zm. 1966)
- 1889 – Antoni Stawarz, polski kapitan piechoty (zm. 1955)
- 1890:
  - Victor Lustig, czeski oszust (zm. 1947)
  - Percy Mills, brytyjski arystokrata, polityk (zm. 1968)
- 1891:
  - Jerzy Grobicki, polski generał brygady (zm. 1972)
  - Eduard Schulte, niemiecki przemysłowiec (zm. 1966)
- 1892 – Roscoe Sarles, amerykański kierowca wyścigowy (zm. 1922)
- 1893 – Yone Minagawa, japońska superstulatka (zm. 2007)
- 1895:
  - Michał Dadlez, polski filolog, historyk literatury polskiej, poeta (zm. 1965)
  - Helena Jabłonowska, polska działaczka społeczna (zm. 1977)
  - Gustaw Kłucis, rosyjski malarz, fotograf (zm. 1938)
  - Adam Solski, polski major piechoty (zm. 1940)
- 1896:
  - John Crocker, brytyjski generał (zm. 1963)
  - Everett Dirksen, amerykański prawnik, polityk, senator (zm. 1969)
  - André Masson, francuski malarz, grafik (zm. 1987)
- 1897:
  - Chen Cheng, chiński polityk, wiceprezydent i premier Republiki Chińskiej (zm. 1965)
  - Stanisław Dzienisiewicz, polski komandor (zm. 1979)
- 1899:
  - Hakon Reuter, szwedzki żeglarz sportowy (zm. 1969)
  - Paweł Wybierski, polski działacz niepodległościowy i sportowy (zm. 1960)[5]
- 1900:
  - James Bond, amerykański ornitolog (zm. 1989)
  - Władysław Krasnowiecki, polski aktor, prezes ZASP (zm. 1983)
  - Zofia Kuntze, polska zoolog, cytolog (zm. 1944)
  - Emilio Solari, argentyński piłkarz (zm. 1930)
- 1901:
  - Dmitrij Bystrolotow, radziecki agent wywiadu (zm. 1975)
  - Hermann zu Leiningen, niemiecki kierowca wyścigowy (zm. 1971)
  - Marian Spoida, polski piłkarz, trener (zm. 1940)
- 1902:
  - Jan Dihm, polski historyk (zm. 1965)
  - John McCone, amerykański polityk, dyrektor CIA (zm. 1991)
- 1903:
  - Manfred Bleuler, szwajcarski psychiatra (zm. 1994)
  - Ramón Ernesto Cruz Uclés, honduraski adwokat, polityk, prezydent Hondurasu (zm. 1985)
  - Georg Elser, niemiecki stolarz, działacz socjalistyczny, sprawca nieudanego zamachu na Adolfa Hitlera (zm. 1945)
  - Gustav Wegner, niemiecki lekkoatleta, tyczkarz, porucznik (zm. 1942)
- 1904:
  - Napoleon Baniewicz, polski psychiatra, neurolog (zm. 1979)
  - Volf Bergraser, francuski szachista (zm. 1986)
  - Audrey Emery(inne języki), amerykańska ekonomistka (zm. 1971)
- 1905:
  - Sterling Holloway, amerykański aktor (zm. 1992)
  - Tore Keller, szwedzki piłkarz (zm. 1988)
- 1906:
  - George Douglas-Hamilton, brytyjski arystokrata, polityk, wojskowy (zm. 1994)
  - Kazimierz Krasicki, polski dyplomata (zm. 2000)
  - Stefan Rachoń, polski dyrygent, skrzypek (zm. 2001)
- 1907:
  - Willy Busch, niemiecki piłkarz (zm. 1982)
  - Nikołaj Dubinin, rosyjski genetyk (zm. 1998)
  - Józef Stegliński, polski podporucznik, żołnierz AK (zm. 1944)
  - Antoni Wojda, polski nauczyciel, działacz związkowy i polityczny, wiceprezydent Chorzowa, przewodniczący Prezydium MRN w Bytomiu i Katowicach (zm. 1981)
- 1908:
  - Romuald Feja, polski piłkarz (zm. 1984)
  - Alfons Łosowski, polski rzeźbiarz, malarz, rysownik (zm. 1988)
- 1909:
  - Cilly Aussem, niemiecka tenisistka (zm. 1963)
  - Wiesław Machan, polski kompozytor, dyrygent, pianista, aranżer (zm. 1993)
  - Glyndwr Michael, walijski bezdomny (zm. 1943)
  - Wiesław Stępniewski, polski konstruktor lotniczy (zm. 1998)
- 1910:
  - Josephine McKim, amerykańska pływaczka (zm. 1992)
  - Józef Niespał, polski konstruktor lotniczy, szybownik (zm. 1992)
  - Hilde Schrader, niemiecka pływaczka (zm. 1966)
  - Ljubiša Stefanović, jugosłowiański piłkarz, trener (zm. 1978)
- 1911:
  - Roman Breitenwald, polski malarz, pedagog (zm. 1985)
  - Wanda Chylicka, polska pisarka (zm. 1996)
- 1912:
  - Marta Hoepffner, niemiecka fotografka, artystka kinetyczna (zm. 2000)
  - Henryk Panas, polski prozaik, dramaturg, publicysta (zm. 1985)
  - Wilhelm Walch, austriacki i niemiecki narciarz alpejski (zm. 1941)
- 1913:
  - Fred Degazon, dominicki polityk, prezydent Dominiki (zm. 2008)
  - Malietoa Tanumafili II, król Samoa (zm. 2007)
- 1914:
  - Jadwiga Janowska, polska wszechstronna lekkoatletka (zm. 2013)
  - Jean-Pierre Vernant, francuski historyk, antropolog (zm. 2007)
- 1915:
  - Marie-Louise von Franz, szwajcarska psychoanalityk (zm. 1998)
  - Tytus Karpowicz, polski autor literatury dziecięcej i młodzieżowej (zm. 2009)
  - Adolf Opálka, czeski porucznik, cichociemny (zm. 1942)
  - Titus Zeman, słowacki salezjanin, męczennik, błogosławiony (zm. 1969)
- 1916:
  - Slim Gaillard, amerykański piosenkarz, pianista, gitarzysta, autor piosenek (zm. 1991)
  - Helena Kołaczkowska, polska autorka książek dla dzieci i tekstów piosenek (zm. 2019)
  - Robert Parrish(inne języki), amerykański reżyser filmowy (zm. 1995)
  - Adam Wiernik(inne języki), polski kompozytor, skrzypek, dyrygent (zm. 2006)
- 1917 – Władysław Roman, polski podporucznik artylerii, żołnierz AK (zm. 2005)
- 1918:
  - Mauritz Brännström, szwedzki biegacz narciarski (zm. 2006)
  - Naim Krieziu, albański piłkarz, trener (zm. 2010)
  - Nako Spiru, albański polityk komunistyczny (zm. 1947)
- 1919:
  - Rudolf Gołębiowski, polski aktor (zm. 2000)
  - Lester L. Wolff, amerykański polityk (zm. 2021)
- 1920:
  - William Colby, amerykański prawnik, dyrektor CIA (zm. 1996)
  - Naftali Feder, izraelski polityk (zm. 2009)
  - Stanisława Kirsch-Dzierwa, polska pedagog, polityk, poseł na Sejm PRL (zm. 2005)
  - Robert Lamoureux(inne języki), francuski aktor, reżyser filmowy (zm. 2011)
- 1921:
  - Frederick Fortune, amerykański bobsleista (zm. 1994)
  - Zofia Kierszys, polska tłumaczka (zm. 2000)
  - Dominik Lasok, polsko-brytyjski prawnik, filozof (zm. 2000)
  - Barbara Narębska-Dębska, polska malarka (zm. 2000)
  - Friedrich Schütter, niemiecki aktor (zm. 1995)
  - Witold Zalewski, polski pisarz, publicysta, reportażysta, scenarzysta (zm. 2009)
- 1922:
  - Jerzy Bielecki, polski aktor (zm. 2010)
  - Karl-Erik Nilsson, szwedzki zapaśnik (zm. 2017)
  - Gösta Salén, szwedzki żeglarz sportowy (zm. 2002)
  - Wasilij Smirnow, radziecki konstruktor statków (zm. 1996)
  - Czesław Suszczyk, polski piłkarz (zm. 1993)
  - Frank Wess, amerykański flecista i saksofonista jazzowy (zm. 2013)
- 1923:
  - Alberto Iniesta Jiménez, hiszpański duchowny katolicki, biskup pomocniczy Madrytu (zm. 2016)
  - Helena Stachowicz, polska lekkoatletka, oszczepniczka i dyskobolka (zm. 1994)
  - Wilf Waters, brytyjski kolarz torowy (zm. 2006)
- 1924:
  - Antoni Marianowicz, polski pisarz, satyryk, tłumacz (zm. 2003)
  - Walter Ris, amerykański pływak (zm. 1989)
  - Charles Thone, amerykański prawnik, polityk (zm. 2018)
- 1925:
  - Veikko Hakulinen, fiński biegacz narciarski, biathlonista (zm. 2003)
  - Zigmas Zinkevičius, litewski filolog, językoznawca, lituanista, polityk, minister edukacji i nauki (zm. 2018)
- 1926:
  - Henri Burda, francuski piłkarz, trener pochodzenia polskiego (zm. 1965)
  - Mieczysław Kazimierczuk, polski ekonomista, polityk, minister nauki, szkolnictwa wyższego i techniki (zm. 1992)
  - Zenon Prętczyński, polski architekt i urbanista
  - Krystyna Wojtyna-Drouet, polska artystka, twórczyni tkanin artystycznych
- 1927:
  - Paul Desmarais, kanadyjski finansista, przedsiębiorca (zm. 2013)
  - Bruno Meriggi, włoski slawista, polonista, tłumacz (zm. 1970)
  - Barbara Rush, amerykańska aktorka (zm. 2024)
- 1928:
  - Ginette Garcin(inne języki), francuska aktorka, piosenkarka (zm. 2010)
  - Władysław Hermaszewski, polski generał brygady pilot (zm. 2002)
  - Jan Lenica, polski grafik, malarz, twórca filmów animowanych (zm. 2001)
  - Maurice Marie-Sainte, francuski duchowny katolicki, arcybiskup Fort-de-France (zm. 2017)
  - Avni Mula, albański śpiewak operowy (baryton), kompozytor (zm. 2020)
- 1929:
  - Marcos Cortez, brazylijski piłkarz (zm. 2006)
  - Amitai Etzioni, amerykański socjolog, wykładowca akademicki pochodzenia żydowskiego (zm. 2023)
  - Zygmunt Olesiewicz, polski koszykarz, trener, działacz sportowy (zm. 1993)
  - Günter Schabowski, niemiecki polityk (zm. 2015)
  - Herbert Vorgrimler, niemiecki teolog katolicki (zm. 2014)
- 1930:
  - Menato Boffa, włoski kierowca wyścigowy (zm. 1996)
  - Edmund Głuchowski, polski pisarz, scenarzysta filmowy
  - Jannie de Groot, holenderska pływaczka (zm. 2011)
  - Bernhard Lehner, niemiecki chłopiec, Sługa Boży (zm. 1944)
  - Abderrazak Rassaa, tunezyjski polityk, minister przemysłu i finansów (zm. 2020)
- 1931:
  - William Deane, australijski prawnik, polityk, gubernator generalny Australii
  - Lala Mara, fidżyjska polityk, pierwsza dama (zm. 2004)
  - Guido Messina, włoski kolarz torowy i szosowy (zm. 2020)
  - Cleopa Msuya, tanzański polityk, premier Tanzanii (zm. 2025)
- 1932:
  - Aino Autio, fińska lekkoatletka, sprinterka (zm. 2022)
  - John Emery, kanadyjski bobsleista (zm. 2022)
  - Carlos Saura, hiszpański reżyser i scenarzysta filmowy (zm. 2023)
  - Paul Virilio, francuski filozof, teoretyk kultury, urbanista (zm. 2018)
- 1933:
  - Eliasz II, gruziński duchowny prawosławny, patriarcha Gruzji
  - Edgar Jenkins, amerykański polityk (zm. 2012)
  - Andrzej Trautman, polski fizyk teoretyk
- 1934:
  - Zurab Cereteli, gruziński rzeźbiarz, malarz, architekt (zm. 2025)
  - Rudolf Schuster, słowacki polityk, prezydent Słowacji
- 1935:
  - Stanisław Gebethner, polski politolog, prawnik, członek Trybunału Stanu (zm. 2021)
  - Dorota Kempka, polska polityk, poseł na Sejm i senator RP
  - Walter Mahlendorf, niemiecki lekkoatleta, sprinter
  - Floyd Patterson, amerykański bokser (zm. 2006)
- 1936:
  - Jerzy Bruszkowski, polski lekkoatleta, średniodystansowiec (zm. 2024)
  - Jan Maj, polski działacz sportowy, prezes PZPN (zm. 2012)
  - Janusz Sent, polski kompozytor, pianista (zm. 2018)
  - Gianni Vattimo, włoski filozof, publicysta, polityk, eurodeputowany (zm. 2023)
  - Enju Wyłczew, bułgarski zapaśnik (zm. 2014)
- 1937:
  - Cosmas Michael Angkur, indonezyjski duchowny katolicki, biskup Bogor (zm. 2024)
  - Grace Bumbry, amerykańska śpiewaczka operowa (mezzosopran) (zm. 2023)
  - Dyan Cannon, amerykańska aktorka, reżyserka, scenarzystka, montażystka i producentka filmowa
  - Tadeusz Godlewski, polski nauczyciel, polityk, poseł na Sejm RP
  - Dries Helsloot, holenderski kolarz torowy
  - Mariusz Walter, polski przedsiębiorca, dziennikarz, reżyser filmowy (zm. 2022)
- 1938:
  - Boris Griszyn, rosyjski piłkarz wodny
  - Mohamed Rahmat, malezyjski polityk (zm. 2010)
  - Eddie Southern, amerykański lekkoatleta, płotkarz
  - Stanisław Wądołowski, polski związkowiec, polityk, poseł na Sejm RP
- 1939:
  - Joseph Bonnel, francuski piłkarz, trener (zm. 2018)
  - Wiesław Boryś, polski slawista (zm. 2021)
  - Igor Czislenko, rosyjski piłkarz (zm. 1994)
  - Zbigniew Frankiewicz, polski piosenkarz, członek duetu Framerowie (zm. 2001)[6]
  - Jens Jørgen Hansen, duński piłkarz, trener (zm. 2022)
  - Stanisław Józefczak, polski pilot szybowcowy i samolotowy (zm. 1968)
  - Philippe Monfils, waloński i belgijski polityk
  - Wieniamin Sołdatienko, rosyjski lekkoatleta, chodziarz (zm. 2023)
  - Ryszard Szwed, polski historyk, polityk, poseł na Sejm RP (zm. 2015)
  - Włodzimierz Zawadzki, polski fizyk teoretyk, poeta, prozaik (zm. 2021)
- 1940:
  - Arimantas Dumčius, litewski kardiolog, wykładowca akademicki, polityk
  - Gao Xingjian, chiński pisarz, laureat Nagrody Nobla
  - Helmut Jahn, niemiecki architekt (zm. 2021)
  - Brian David Josephson, walijski fizyk, laureat Nagrody Nobla
  - Jiří Kratochvil, czeski dramaturg, prozaik, eseista
  - Antoni Krauze, polski reżyser i scenarzysta filmowy (zm. 2018)
  - Józef Stanisław Orczyk, polski ekonomista
  - Léon Semmeling, belgijski piłkarz, trener (zm. 2024)
  - Wolfgang Veenker, niemiecki językoznawca (zm. 1996)
- 1941:
  - George Pan Cosmatos, grecki reżyser filmowy (zm. 2005)
  - Henryk Dzido, polski prawnik, adwokat, polityk, senator RP (zm. 2018)
  - Lech Górniewicz, polski matematyk
  - Thijs Libregts, holenderski piłkarz, trener
  - Ryszard Tokarczyk, polski malarz, autor instalacji, pedagog
- 1942:
  - Jim Downing, amerykański kierowca wyścigowy, przedsiębiorca
  - John McLaughlin, brytyjski gitarzysta jazzowy, członek zespołu The Mahavishnu Orchestra
- 1943:
  - György Mandics, węgierski nauczyciel, poeta, prozaik, dziennikarz, publicysta
  - John Steen Olsen, duński piłkarz
  - Egon Schultz, wschodnioniemiecki żołnierz wojsk granicznych (zm. 1964)
- 1944:
  - Zofia Waszkiewicz, polska historyk
  - Lewis Zeigler, liberyjski duchowny katolicki, biskup Gbarnga, arcybiskup Monrovii (zm. 2022)
  - Krzysztof Żurek, polski wspinacz
- 1945:
  - Giovanni Cobolli Gigli, włoski działacz piłkarski
  - Jan Gałązka, polski bokser (zm. 1982)
  - Richard Schrock, amerykański chemik, laureat Nagrody Nobla
  - Sławomir Wojtulewski, polski lekarz, działacz i dziennikarz sportowy (zm. 2017)
- 1946:
  - Marek Borowski, polski ekonomista, polityk, wicepremier, minister finansów, wicemarszałek i marszałek Sejmu RP, senator
  - Daniela Jaworska, polska lekkoatletka, oszczepniczka
  - Jerzy Skrzypczyk, polski perkusista, wokalista, kompozytor, członek zespołu Czerwone Gitary
  - Henryk Tomasik, polski duchowny katolicki, biskup radomski
- 1947:
  - Chris Cutler, brytyjski muzyk, członek zespołów: Henry Cow, Art Bears, The Residents i Gong
  - Waldemar Gawlik, polski aktor
  - Robert van Mackelenberg, australijski aktor pochodzenia holenderskiego
  - Maryna Miklaszewska, polska bohemistka, dziennikarka, pisarka, działaczka opozycji antykomunistycznej (zm. 2022)
- 1948:
  - Gennadi Gagulia, abchaski polityk, premier Abchazji (zm. 2018)
  - Cissé Mariam Kaïdama Sidibé, malijska polityk, minister, premier Mali (zm. 2021)
  - Kazimierz Sterkowicz, polski inżynier, samorządowiec, burmistrz Gorlic
  - Halina Talaga, polska polityk, poseł na Sejm RP
  - Eugeniusz Wycisło, polski polityk, poseł na Sejm RP
- 1949:
  - Myrosław Marynowycz, ukraiński dziennikarz, tłumacz, pedagog, działacz społeczny
  - Mick Mills, angielski piłkarz, trener
  - Andrzej Ostrowski, polski dziennikarz i komentator sportowy, medioznawca
  - Henryk Stokłosa, polski przedsiębiorca, polityk, senator RP
- 1950:
  - Gerald Barbarito, amerykański duchowny katolicki, biskup Palm Beach
  - Jerzy Borowski, polski samorządowiec, burmistrz Sandomierza
- 1951:
  - Bob Black, amerykański filozof polityczny, pisarz
  - Christian Chukwu, nigeryjski piłkarz, trener (zm. 2025)
  - Barbara Cochran, amerykańska narciarka alpejska
  - Maria Długosielska, polska lekkoatletka, skoczkini w dal i sprinterka
  - Didier Flament, francuski florecista
  - Steve Genter, amerykański pływak
  - Zdzisław Janiec, polski duchowny katolicki, teolog, profesor nauk teologicznych, nauczyciel akademicki (zm. 2025)
  - Gordana Marković, serbska szachistka
  - Kim Miyori, amerykańska aktorka pochodzenia japońskiego
  - Bob Morse, amerykański koszykarz
  - Solange Olszewska, polska bizneswoman
  - Paddy Roche, irlandzki piłkarz, bramkarza
- 1952:
  - Helena Budzisz, polska polityk, poseł na Sejm PRL
  - Serghei Dubrovin, mołdawski piłkarz, trener
  - Alfonsas Eidintas, litewski historyk, wykładowca akademicki, dyplomata
  - Édouard Fritch, polityk z Polinezji Francuskiej, prezydent
  - Jan Maścianica, polski polityk, samorządowiec
  - Juan Andrés Naranjo Escobar, hiszpański polityk, eurodeputowany
  - Cécile Pozzo di Borgo, francuska polityk
  - Henryk Sapko, polski lekkoatleta, średniodystansowiec
  - Zbigniew Szymczak, polski szachista, trener (zm. 2019)
  - Juryj Zacharanka, białoruski generał, polityk, minister spraw wewnętrznych (zag. 1999)
  - Henryk Zaguła, polski samorządowiec, prezydent Dąbrowy Górniczej
- 1953:
  - Tomasz Adamczuk, polski polityk, rolnik, poseł i senator RP (zm. 1993)
  - Norberto Alonso, argentyński piłkarz
  - Mario Oliverio, włoski polityk, prezydent Kalabrii
  - Alapati Lui Mataeliga, samoański duchowny katolicki, arcybiskup metropolita Samoa-Apia, superior misji „sui iuris” Tokelau (zm. 2023)
  - Philippe Nicolet, szwajcarski reżyser i scenarzysta filmów dokumentalnych i fabularnych, dziennikarz
  - Krzysztof Podemski, polski socjolog, wykładowca akademicki
  - Algimantas Rimkūnas, litewski ekonomista, wykładowca akademicki, dyplomata
  - Leszek Walczak, polski lekkoatleta, sprinter (zm. 2012)
  - Sławomir Wiatr, polski polityk, poseł na Sejm kontraktowy
- 1954:
  - Angelo De Donatis, włoski duchowny katolicki, wikariusz generalny Rzymu, kardynał
  - Jacek Kowalczyk, polski reżyser filmowy
  - Oleg Romancew, rosyjski piłkarz, trener
  - Andrzej Sapija, polski reżyser filmów dokumentalnych
- 1955:
  - Mark Hollis, brytyjski muzyk, wokalista, lider zespołu Talk Talk (zm. 2019)
  - Ireneusz Kowalewski, polski działacz kulturalny, menedżer muzyczny (zm. 2025)
  - Domienti Kułumbiegow, południowoosetyjski polityk, premier Osetii Południowej
  - Leszek Martewicz, polski florecista, trener
  - Wolfgang Tiefensee, niemiecki polityk
  - Eugeniusz Wilkowski, polski nauczyciel, polityk, senator RP
- 1956:
  - Teresa Dera, polska działaczka samorządowa, wójt gminy Dobra
  - Zehawa Galon, izraelska polityk
  - Artur Daniel Liskowacki, polski pisarz
  - Bernard Sumner, brytyjski muzyk, członek zespołów Joy Division i New Order
- 1957:
  - Joël Bats, francuski piłkarz, bramkarz, trener
  - Fabrizio Bentivoglio, włoski aktor
  - Alan Carpenter, australijski dziennikarz, polityk
  - Leszek Ciota, polski zapaśnik, trener
  - Wayne Kreklow, amerykański koszykarz, trener siatkówki
  - Mariusz Luszowski(inne języki), polski aktor
  - Pete Patterson, amerykański narciarz alpejski
- 1958:
  - Dariusz Bąk, polski leśnik, polityk, poseł na Sejm RP
  - Lorna Doom, amerykańska gitarzystka basowa, członkini zespołu The Germs (zm. 2019)
  - Cory Everson, amerykańska kulturystka, aktorka
  - Matt Frewer, amerykański aktor
  - Bill McClure, nowozelandzki piłkarz
  - Tadeusz Pitala, polski samorządowiec
  - Julian Sands, brytyjski aktor (zm. 2023)
- 1959:
  - Andrzej Adamczyk, polski polityk, poseł na Sejm RP, minister infrastruktury i budownictwa
  - Ali Ahmeti, macedoński polityk pochodzenia albańskiego
  - Agnès Merlet, francuska reżyserka i scenarzystka filmowa
  - Ximo Puig, hiszpański polityk, prezydent Walencji
  - Vanity, kanadyjska piosenkarka, aktorka (zm. 2016)
- 1960:
  - Janusz Kowalski, polski koszykarz
  - Aleksandr Krupski, rosyjski lekkoatleta, tyczkarz
  - José Luis Mendoza Corzo, meksykański duchowny katolicki, biskup pomocniczy Tuxtla Gutiérrez
  - Michael Stipe, amerykański wokalista, członek zespołu R.E.M.
- 1961:
  - David DeFeis, amerykański muzyk, członek zespołu Virgin Steele
  - Gunnar Gíslason, islandzki piłkarz
  - Dariusz Król, polski reżyser filmów dokumentalnych
  - Cliff Levingston, amerykański koszykarz
  - Krzysztof Ostrowski, polski polityk, lekarz, poseł na Sejm RP
- 1962:
  - Natalja Boczina, rosyjska lekkoatletka, sprinterka
  - Harlan Coben, amerykański pisarz
  - Robin Guthrie, szkocki gitarzysta, producent muzyczny, inżynier dźwięku, członek zespołu Cocteau Twins
  - Pierre Kezdy, amerykański wokalista i basista punkrockowy (zm. 2020)
  - Janusz Koza, polski polityk, poseł Sejm RP
  - André Rouvoet, holenderski polityk
  - Peter Steele, amerykański wokalista, członek zespołu Type O Negative (zm. 2010)
- 1963:
  - Ihar Astapkowicz, białoruski lekkoatleta, młociarz
  - Christian Carion, francuski reżyser i scenarzysta filmowy
  - Till Lindemann, niemiecki wokalista, członek zespołu Rammstein
- 1964:
  - Dot-Marie Jones, amerykańska aktorka, armwrestlerka
  - Zbigniew Małachowski, polski piłkarz
  - Gaetano Manfredi, włoski polityk, burmistrz Neapolu
  - Renco Posinković, chorwacki piłkarz wodny
  - Christo Szopow, bułgarski aktor
- 1965:
  - Sabine Auken, niemiecka brydżystka
  - Yvan Attal, francuski aktor pochodzenia izraelskiego
  - Allen Bula, gibraltarski piłkarz, trener
  - Guy Forget, francuski tenisista
  - Beth Gibbons, brytyjska wokalistka, członkini zespołu Portishead
  - Rick Hearst, amerykański aktor
  - Craig Revel Horwood, australijski tancerz, choreograf
  - Anna K, czeska piosenkarka, kompozytorka
  - Héctor Marchena, kostarykański piłkarz
  - Julia Ormond, brytyjska aktorka
  - Aditya Pancholi(inne języki), indyjski aktor
  - Susitino Sionepoe, biskup katolicki z Wallis i Futuny
- 1966:
  - Christian Kern, austriacki menedżer, polityk, kanclerz Austrii
  - Ladislav Maier, czeski piłkarz, bramkarz
  - Jerzy Streich, polski siatkarz
- 1967:
  - Bent Christensen Arensøe, duński piłkarz
  - Andrzej Grzesik, polski polityk, rolnik, poseł na Sejm RP
  - Johnny Nelson, brytyjski bokser
  - Igor Szuwałow, rosyjski polityk
- 1968:
  - Wiaczesław Aleksandrow, radziecki młodszy sierżant (zm. 1988)
  - Marek Charzewski, polski nauczyciel, polityk, samorządowiec, burmistrz Malborka
  - Marcelo Fracchia, urugwajski piłkarz
  - Andrew Pyper, kanadyjski pisarz (zm. 2025)
- 1969:
  - Boris Bieriezowski, rosyjski pianista
  - Iwona Klimczak, polska lekkoatletka, biegaczka długodystansowa
  - Jimmi Madsen, duński kolarz torowy i szosowy
  - Cammy Potter, amerykańska snowboardzistka (zm. 2004)
  - Kees van Wonderen, holenderski piłkarz
- 1970:
  - Christopher Cassidy, amerykański komandor porucznik marynarki wojennej, inżynier, astronauta
  - Katarzyna Jamróz, polska piosenkarka, aktorka
  - Chris Kanyon, amerykański wrestler pochodzenia bułgarskiego (zm. 2010)
  - Stephan Marasek, austriacki piłkarz, trener
  - Arkadiusz Marcinkowski, polski malarz, grafik, pedagog
  - Josh Stamberg, amerykański aktor
- 1971:
  - Hajsam Faruk, egipski piłkarz
  - Pavol Fedor, słowacki hokeista
  - Juan Carlos García, wenezuelski aktor, model
  - Alan McLaren, szkocki piłkarz
  - Anna Stefańska, polska lekkoatletka, płotkarka
  - Ryszard Świlski, polski samorządowiec, wicemarszałek województwa pomorskiego
- 1972:
  - Mariusz Bacik, polski koszykarz
  - Sébastien Foucras, francuski narciarz dowolny
  - Charlotte Hudson, brytyjska prezenterka telewizyjna
  - Aleh Małaszkiewicz, białoruski hokeista, trener
  - John Ruiz, amerykański bokser pochodzenia portorykańskiego
- 1973:
  - Agnieszka Golińska, polska piłkarka ręczna
  - Rosen Kiriłow, bułgarski piłkarz
  - Harmony Korine, amerykański reżyser filmowy
  - Bartłomiej Oleś, polski perkusista jazzowy
  - Marcin Oleś, polski kontrabasista jazzowy
- 1974:
  - Krzysztof Dryja, polski koszykarz
  - Danilo Hondo, niemiecki kolarz szosowy i torowy
  - Flora Montgomery, irlandzka aktorka
  - Simon Sermon, amerykański wrestler
  - Armin Zöggeler, włoski saneczkarz
- 1975:
  - Dan Beery, amerykański wioślarz
  - Shane Carwin, amerykański zawodnik MMA
  - Tadeusz Horvath, polski aktor
  - Sandra Kiriasis, niemiecka bobsleistka
  - Francis Koroma, sierraleoński piłkarz
  - Ewa Larysa Krause, polska judoczka (zm. 1997)
  - León Krauze, meksykański pisarz, dziennikarz
  - Rusłan Sydykow, kirgiski piłkarz, trener
  - Moussa Yahaya, nigerski piłkarz
- 1976:
  - Gabriel Aubry, kanadyjsko-francuski model
  - Elena Busso, włoska tenisistka
  - August Diehl, niemiecki aktor
  - Dmitrij Godunok, rosyjski piłkarz
  - Chris Klein, amerykański piłkarz
  - Jason Mayélé, kongijski piłkarz (zm. 2002)
- 1977:
  - Irán Castillo, meksykańska aktorka, piosenkarka
  - Jonathan Cochet, francuski kierowca wyścigowy
  - Nenad Džodić, serbski piłkarz
  - David Millar, szkocki kolarz szosowy i torowy
  - Paola Pisano, włoska ekonomistka, polityk
- 1978:
  - Juan Aguinaga, ekwadorski piłkarz
  - José Ángel César, kubański lekkoatleta, sprinter
  - Marius Ebbers, niemiecki piłkarz
  - Fred House, amerykański koszykarz
  - Dominik Hrbatý, słowacki tenisista
  - Karine Ruby, francuska snowboardzistka (zm. 2009)
- 1979:
  - Mariusz Agnosiewicz, polski dziennikarz
  - Adrián Barbón, hiszpański polityk, samorządowiec, prezydent Asturii
  - Julie Ditty, amerykańska tenisistka (zm. 2021)
  - Damian Gorawski, polski piłkarz
  - Jeph Howard, amerykański basista, członek zespołu The Used
  - Kotomi Ishizaki, japońska curlerka
  - Kevin Kuske, niemiecki bobsleista
  - Piotr Lipiński, polski siatkarz
- 1980:
  - Atli Viðar Björnsson, islandzki piłkarz
  - Erin Cahill, amerykańska aktorka
  - D’Arcy Carden, amerykańska aktorka, komik
  - Greg Cipes, amerykański aktor, muzyk
  - Mohamed Aboul Ela, egipski piłkarz
  - Adam Falkiewicz, polski muzyk, kompozytor (zm. 2007)
  - Dylan Fergus, amerykański aktor, reżyser i producent filmowy
  - Damien Kinloch, amerykański koszykarz
  - Miguel, portugalski piłkarz
  - Aaron Pettway, amerykański koszykarz
  - Jarosław Popowycz, ukraiński kolarz szosowy
  - Milena Rosner, polska siatkarka
  - Michał Toczyski, polski producent filmowy i telewizyjny
  - Mariola Wojtowicz, polska siatkarka
- 1981:
  - Arya Babbar, indyjski aktor
  - Lucia Bacchi, włoska siatkarka
  - Silvy De Bie, flamandzka wokalistka, członkini zespołu Sylver
  - Alicia Garza, amerykańska działaczka na rzecz praw człowieka
  - Wojciech Grzyb, polski siatkarz
  - Pawieł Kirylczyk, białoruski piłkarz
  - Hitomi Obara, japońska zapaśniczka (zm. 2025)
  - Joanna Piwowar, polska wokalistka, członkini zespołu Trzy Dni Później
  - Anna Safroncik, włoska modelka i aktorka
  - Sabrina Viguier, francuska piłkarka
  - Zhang Jiewen, chińska badmintonistka
- 1982:
  - Chen Wei-ling, tajwańska sztangistka
  - Mélanie Cohl, belgijska piosenkarka, autorka tekstów
  - Monika Głowińska, polska piłkarka ręczna
  - David Jirka, czeski wioślarz
  - Bernhard Kohl, austriacki kolarz szosowy
  - Marcin Mierzejewski, polski siatkarz
  - Tomislav Mikulić, chorwacki piłkarz
  - Mari Ochiai, japońska siatkarka
- 1983:
  - Will Bynum, amerykański koszykarz
  - Kerry Condon, irlandzka aktorka
  - Gework Dawtian, ormiański sztangista
  - Kasper Risgård, duński piłkarz
- 1984:
  - Cláudio Andrade, brazylijski aktor, model
  - Joseph Birech, kenijski lekkoatleta, długodystansowiec
  - Javi Fuego, hiszpański piłkarz
  - Jiří Hudler, czeski hokeista
  - Joanna Kuś, polska lekkoatletka, biegaczka średniodystansowa
  - Francisco Martos, hiszpański piłkarz
  - Jelena Migunowa, rosyjska lekkoatletka, sprinterka
  - Ioana Papuc, rumuńska wioślarka
  - Dawid Słowakiewicz, polski hokeista (zm. 2021)
- 1985:
  - Jonas Borring, duński piłkarz
  - Sopiko Chuchaszwili, gruzińska szachistka
  - Kari Aalvik Grimsbø, norweska piłkarka ręczna, bramkarka
  - Peter Franquart, francuski piłkarz
  - Al Jefferson, amerykański koszykarz
  - Jung Sung-ryong, południowokoreański piłkarz, bramkarz
  - Kryspin Pyrgies, polski kolarz górski i przełajowy
  - Réver, brazylijski piłkarz
- 1986:
  - Andro Bušlje, chorwacki piłkarz wodny
  - Hsieh Su-wei, tajwańska tenisistka
  - Younès Kaboul, francuski piłkarz pochodzenia marokańskiego
  - Andrej Krauczanka, białoruski lekkoatleta, wieloboista
  - Russell Martin, szkocki piłkarz
  - James Milner, angielski piłkarz
  - Charlyne Yi, amerykańska aktorka, komik, muzyk, malarka, pisarka
- 1987:
  - Laura-Mary Carter, brytyjska wokalistka, gitarzystka i tekściarka[7]
  - Marissa Coleman, amerykańska koszykarka
  - Maria Ikelap, mikronezyjska lekkoatletka, sprinterka
  - Joanna Operskalska, polska piłkarka
  - Aboubakar Oumarou, kameruński piłkarz
  - Danny Simpson, angielski piłkarz
  - Przemysław Tytoń, polski piłkarz, bramkarz
  - Kay Voser, szwajcarski piłkarz
- 1988:
  - Oliver Hassler, niemiecki zapaśnik
  - Artur Litwinczuk, białoruski kajakarz
  - Maksym Paszajew, ukraiński piłkarz (zm. 2008)
  - Pawło Paszajew, ukraiński i azerski piłkarz
  - Toto Tamuz, nigeryjski piłkarz
  - Sandeep Yadav, indyjski zapaśnik
- 1989:
  - Jan Hable, czeski piłkarz
  - Graham Rahal, amerykański kierowca wyścigowy
  - Laura Wilde, niemiecka piosenkarka
- 1990:
  - Ioana Baciu, rumuńska siatkarka
  - Dzmitryj Baha, białoruski piłkarz
  - Peter de Cruz, szwajcarski curler
  - Iago Falque, hiszpański piłkarz
  - Daniel Keatings, brytyjski gimnastyk
  - Toni Kroos, niemiecki piłkarz
  - Alberto Paloschi, włoski piłkarz
  - Mariola Ślusarczyk, polska lekkoatletka, biegaczka średnio- i długodystansowa
- 1991:
  - Səlahət Ağayev, azerski piłkarz, bramkarz
  - Pascal Bodmer, niemiecki skoczek narciarski
  - Sylwia Kocerka, polska wioślarka
  - Abrahán Llontop, peruwiański zapaśnik
  - Utkir Yusupov, uzbecki piłkarz, bramkarz
- 1992:
  - Christian Bannis, duński piłkarz
  - Kris Bryant, amerykański baseballista
  - Sajad Ganjzadeh, irański karateka
  - Liu Cheng, chiński badmintonista
  - Sabin Merino, hiszpański piłkarz
  - Alexander N’Doumbou, gaboński piłkarz
  - Artūrs Toms Plešs, łotewski samorządowiec, polityk
  - Joffrey Pollet-Villard, francuski narciarz dowolny
  - Quincy Promes, holenderski piłkarz
  - Dorota Smorzewska, polska judoczka
- 1993:
  - Tomasz Gielo, polski koszykarz
  - James McAdoo, amerykański koszykarz
  - Salem Saleh, emiracki szachista
  - George Thorne, angielski piłkarz
- 1994:
  - Viktor Axelsen, duński badmintonista
  - Liam Broady, brytyjski tenisista
  - Thomas Dähne, niemiecki piłkarz, bramkarz
  - Paulina Głaz, polska siatkarka
- 1995:
  - Igor Engonga, piłkarz z Gwinei Równikowej
  - Kaja Grobelna, belgijska siatkarka pochodzenia polskiego
  - María Isabel, hiszpańska piosenkarka, aktorka
  - Ricardo Kishna, holenderski piłkarz
- 1996:
  - Agnieszka Adamek, polska siatkarka
  - Marcus Ingvartsen, duński piłkarz
  - Ákos Kecskés, węgierski piłkarz
  - Jasmine Paolini, włoska tenisistka
  - Szymon Szymański, polski koszykarz
- 1997:
  - Angeliño, hiszpański piłkarz
  - Ricardo Ávila, panamski piłkarz
  - Debóra Dubei, węgierska koszykarka
  - Andrei Ivan, rumuński piłkarz
  - Arnaud Lusamba, francuski piłkarz pochodzenia kongijskiego
  - Gino Mäder, szwajcarski kolarz torowy i szosowy (zm. 2023)
  - Ante Žižić, chorwacki koszykarz
- 1998:
  - Krystian Bielik, polski piłkarz
  - Coco Jones, amerykańska aktorka, tancerka, piosenkarka, raperka
  - Arnoldas Kulboka, litewski koszykarz
- 1999:
  - Daniel Arzani, australijski piłkarz pochodzenia irańskiego
  - Nico Hischier, szwajcarski hokeista
  - Gabriel Rosillo, kubański zapaśnik
  - Collin Sexton, amerykański koszykarz
- 2000:
  - Max Aarons, angielski piłkarz
  - Monika Jagła, polska siatkarka
- 2001:
  - Bryska, polska piosenkarka, kompozytorka, autorka tekstów
  - Odilon Kossounou, iworyjski piłkarz
  - Frederik Winther, duński piłkarz
- 2002:
  - Esther Kolawole, nigeryjska zapaśniczka
  - Władysław Wanat, ukraiński piłkarz
- 2003:
  - Jaeden Martell, amerykański aktor
  - Alexandra Spînoche, rumuńska siatkarka
- 2004 – Kim Joo-ah, południowokoreańska aktorka
- 2005 – Dafne Keen, brytyjsko-hiszpańska aktorka
- 2006 – Joris Seddik, francuski siatkarz
- 2008 – Tina Erzar, słoweńska skoczkini narciarska

## Zmarli
- 1108 – Gertruda Mieszkówna, wielka księżna kijowska (ur. ok. 1025)
- 1139 – Amico, włoski benedyktyn, kardynał (ur. ?)
- 1206 – Szymon II, książę Lotaryngii (ur. 1140)
- 1248 – Sancho II, król Portugalii (ur. 1207)
- 1256 – Bernard Spanheim, książę Karyntii (ur. 1176 lub 81)
- 1309 – Aniela z Foligno, włoska tercjarka franciszkańska, mistyczka, święta (ur. ok. 1248)
- 1424 – Muzio Attendolo Sforza, włoski kondotier, założyciel dynastii Sforzów (ur. 1369)
- 1428 – Fryderyk I Kłótnik, margrabia Miśni (jako Fryderyk IV), książę-elektor Saksonii (ur. 1370)
- 1584 – Tobias Stimmer, szwajcarski malarz, ilustrator (ur. 1539)
- 1589 – Antonio Pagani, włoski franciszkanin, czcigodny Sługa Boży (ur. 1526)
- 1604 – Franciszek Nádasdy, węgierski możnowładca, dowódca wojskowy (ur. 1555)
- 1607 – Gillis van Coninxloo, flamandzki malarz (ur. 1544)
- 1621 – Jerzy Zamoyski, polski duchowny katolicki, biskup chełmski, sekretarz królewski (ur. ?)
- 1668 – Melchior Stanisław Sawicki, polski szlachcic, polityk, uczony, poeta (ur. ?)
- 1695 – François Henri de Montmorency-Bouteville, francuski książę, dowódca wojskowy, marszałek Francji (ur. 1628)
- 1701 – Ernst Rüdiger von Starhemberg, austriacki generał, przewodniczący Nadwornej Rady Wojennej (ur. 1638)
- 1707 – Ludwik Wilhelm Badeński, margrabia Badenii (ur. 1655)
- 1714 – Atto Melani, francuski dyplomata, szpieg pochodzenia włoskiego (ur. 1626)
- 1734 – Aleksander Paweł Sapieha, marszałek wielki litewski (ur. 1672)
- 1751 – Robert Maynard, brytyjski oficer Royal Navy (ur. ok. 1684)
- 1752 – Gabriel Cramer, szwajcarski matematyk, fizyk (ur. 1704)
- 1756 – Hannibal August von Schmertzing, królewsko-polski i elektorsko-saski szambelan, właściciel dóbr rycerskich (ur. 1691)
- 1759 – (lub 3 stycznia) Bernard Meretyn, polski architekt pochodzenia niemieckiego (ur. ?)
- 1761:
  - Stephen Hales, brytyjski botanik, fizjolog, chemik (ur. 1677)
  - Maria Józefa Sobieska, polska szlachcianka (ur. ok. 1685)
- 1767 – Giuseppe Simonetti, włoski kardynał (zm. 1709)
- 1778 – Mikołaj Tadeusz Łopaciński, polski szlachcic, polityk (ur. 1715)
- 1780 – Karl Kleiner, niemiecki duchowny katolicki, dziekan kłodzki i wikariusz książęco-arcybiskupi dla wiernych hrabstwa kłodzkiego (ur. 1705)
- 1782 – Ange-Jacques Gabriel, francuski architekt (ur. 1698)
- 1786:
  - Michał Ledóchowski, polski szlachcic, polityk (ur. ?)
  - Moses Mendelssohn, niemiecki filozof pochodzenia żydowskiego (ur. 1729)
- 1787 – Józef Fryderyk von Sachsen-Hildburghausen, marszałek polny w wojsku austriackim, regent księstwa Saksonia-Hildburghausen, mecenas muzyki (ur. 1702)
- 1789 – Thomas Nelson Jr., amerykański polityk (ur. 1738)
- 1791:
  - Étienne Maurice Falconet, francuski rzeźbiarz (ur. 1716)
  - Pier Franco Grimaldi, doża Genui (ur. 1715)
- 1793 – Bengt Lidner, szwedzki poeta (ur. 1757)
- 1794 – Nicolas Luckner, francuski dowódca wojskowy, marszałek Francji pochodzenia niemieckiego (ur. 1722)
- 1801 – Florian Amand Janowski, polski duchowny katolicki, biskup tarnowski (ur. 1725)
- 1806 – Józef Ignacy Rybiński, polski duchowny katolicki, biskup kujawski (ur. 1745)
- 1812 – Tommaso Antici, włoski kardynał, dyplomata (ur. 1731)
- 1820 – Philip Key, amerykański prawnik, polityk (ur. 1750)
- 1821 – Elżbieta Seton, amerykańska zakonnica, pedagog, święta (ur. 1774)
- 1825 – Ferdynand I Burbon, król Neapolu i Sycylii, następnie król Obojga Sycylii (ur. 1751)
- 1828 – Hōitsu Sakai, japoński malarz (ur. 1761)
- 1830 – Tomasz Nowiński, polski duchowny katolicki, biskup pomocniczy krakowski (ur. 1746)
- 1841 – Thomas Rickman, brytyjski architekt (ur. 1776)
- 1845 – Louis Léopold Boilly, francuski malarz, litograf (ur. 1761)
- 1850 – Georg Carl Berendt, niemiecki lekarz, przyrodnik, kolekcjoner (ur. 1790)
- 1854:
  - Thomas Campbell, amerykański pastor prezbiteriański pochodzenia irlandzkiego (ur. 1763)
  - Józef Świrski, polski działacz niepodległościowy, polityk, uczestnik powstania listopadowego (ur. 1784)
- 1862 – Denys Zubryćkyj, ukraiński historyk, etnograf, archiwista, publicysta (ur. 1777)
- 1870 – Adam Wojtkiewicz, polski duchowny katolicki, biskup miński (ur. 1796)
- 1877 – Cornelius Vanderbilt, amerykański przedsiębiorca (ur. 1794)
- 1878 – Christian Friedrich Wilhelm Roller, niemiecki psychiatra (ur. 1802)
- 1880:
  - Edward William Cooke, brytyjski malarz, grafik, ilustrator, ogrodnik (ur. 1811)
  - Anselm Feuerbach, niemiecki malarz (ur. 1829)
  - Karl Friedrich Lessing, niemiecki malarz (ur. 1808)
- 1881 – Frederik Muller, holenderski bibliograf, marszand (ur. 1817)
- 1882 – John William Draper, amerykański przyrodnik, historyk, pionier fotografii (ur. 1811)
- 1884 – Czesław Kobuzowski, polski ziemianin, polityk (ur. 1817)
- 1886:
  - Michał Czajkowski, polski pisarz, uczestnik powstania listopadowego (ur. 1804)
  - Piotr Tkaczow, rosyjski pisarz, krytyk literacki, teoretyk rewolucjonistyczny (ur. 1844)
- 1890:
  - Karl Wilhelm Philipp von Auersperg, czeski i austriacki arystokrata, polityk, premier Austrii (ur. 1814)
  - Stanisław Bizański, polski fotograf (ur. 1846)
  - Josef Paneth, austriacki fizjolog (ur. 1857)
- 1891 – Aleksander Guttry, polski polityk, uczestnik powstania listopadowego (ur. 1813)
- 1895 – Manuel Pavía, hiszpański generał (ur. 1827)
- 1896 – Joseph Hubert Reinkens, niemiecki duchowny starokatolicki, historyk, pisarz, wykładowca akademicki (ur. 1821)
- 1900 – Jan Stanisław Mieroszewski, polski ziemianin, pisarz, polityk (ur. 1827)
- 1901 – Nikolaos Jizis, grecki malarz (ur. 1842)
- 1903 – Aleksander Albert Krajewski, polski publicysta, tłumacz (ur. 1818/19)
- 1904 – Friedrich Jolly, niemiecki psychiatra, neurolog (ur. 1844)
- 1905:
  - Paul Henry, francuski optyk, astronom (ur. 1848)
  - Maciej Szarek, polski działacz, pisarz i poeta ludowy (ur. 1826)
  - Theodore Thomas, amerykański dyrygent, skrzypek (ur. 1835)
- 1907:
  - Hart Benton Holton, amerykański polityk (ur. 1835)
  - Józef Konstanty Kusztelan, polski działacz gospodarczy i społeczny (ur. 1843)
- 1908:
  - Anthony Winkler Prins, holenderski pisarz, encyklopedysta (ur. 1817)
  - Stefan Aleksander Zwierowicz, polski duchowny katolicki, biskup wileński i sandomierski (ur. 1842)
- 1911 – Francesco Segna, włoski kardynał (ur. 1836)
- 1912 – Paulina Bauman, polska działaczka społeczna, filantropka pochodzenia żydowskiego (ur. ?)
- 1913 – Alfred von Schlieffen, niemiecki feldmarszałek (ur. 1833)
- 1914 – Silas Weir Mitchell, amerykański neurolog, pisarz (ur. 1829)
- 1915:
  - Michael Haller, niemiecki duchowny katolicki, kompozytor, pedagog (ur. 1840)
  - Władysław Szerner, polski malarz (ur. 1836)
- 1916 – Ksenofont Ochrymowycz, ukraiński polityk (ur. 1846)
- 1917 – Hermann Martin, francuski strzelec sportowy (ur. 1869)
- 1919:
  - Georg von Hertling, niemiecki hrabia, filozof, polityk, premier Prus, kanclerz Niemiec (ur. 1843)
  - Julius LeBlanc Stewart, amerykański malarz (ur. 1855)
- 1920 – Benito Pérez Galdós, hiszpański pisarz (ur. 1843)
- 1924 – Alfred Grünfeld, niemiecki pianista, kompozytor (ur. 1852)
- 1926 – Małgorzata Sabaudzka, królowa Włoch (ur. 1851)
- 1927 – Johannes Baptist Rößler, austriacki duchowny katolicki, biskup St. Pölten (ur. 1850)
- 1928:
  - Johan Ludvig Heiberg, duński filolog klasyczny, historyk matematyki, wykładowca akademicki (ur. 1854)
  - Karol Jankowski, polski architekt (ur. 1868)
- 1929 – Ilja Semaka, ukraiński polityk, działacz społeczny (ur. 1866)
- 1931:
  - Art Acord, amerykański aktor (ur. 1890)
  - Sigbert Ganser, niemiecki psychiatra (ur. 1853)
  - Ludwika Koburg, brytyjska księżniczka, księżna Fife (ur. 1867)
- 1932:
  - Georges Lecointe, francuski wioślarz (ur. 1897)
  - Cəlil Məmmədquluzadə, azerski pisarz, publicysta (ur. 1866)
- 1934 – Antonina Bronicz-Iłowiecka, polska aktorka (ur. ?)
- 1935 – William J. Wynn, amerykański polityk (ur. 1860)
- 1937 – Maria Szembekowa, polska pisarka, działaczka społeczna (ur. 1862)
- 1938:
  - Antoni Austen, polski malarz, ilustrator, krytyk sztuki, pedagog (ur. 1865)
  - Tadeusz Tabaczyński, polski polityk, poseł na Sejm Ustawodawczy i Sejm RP (ur. 1868)
- 1939:
  - Julian Eberhardt, polski inżynier komunikacji, polityk, minister kolei żelaznych (ur. 1866)
  - Piotr Ferdynand Hoser, polski ogrodnik, hodowca roślin, wykładowca akademicki pochodzenia niemieckiego (ur. 1857)
  - Franciszek Jan Kmietowicz, polski lekarz, balneolog, samorządowiec, burmistrz Krynicy (ur. 1863)
  - Alojzy Kosiba, polski franciszkanin, czcigodny Sługa Boży (ur. 1855)
  - Irena Stablewska, polska literatka, działaczka niepodległościowa (ur. 1864)
- 1940 – Emanuel González García, hiszpański duchowny katolicki, biskup Malagi i Palencii, święty (ur. 1877)
- 1941:
  - Henri Bergson, francuski pisarz, filozof, wykładowca akademicki, laureat Nagrody Nobla pochodzenia żydowskiego (ur. 1859)
  - Piotr Koboziew, radziecki polityk (ur. 1878)
  - Antoni Kostanecki, polski ekonomista, wykładowca akademicki (ur. 1866)
  - Paweł Kubina, polski działacz niepodległościowy, powstaniec śląski (ur. 1888)
- 1942:
  - Leon Jessel, niemiecki kompozytor (ur. 1871)
  - Mel Sheppard, amerykański lekkoatleta, średniodystansowiec (ur. 1883)
- 1943:
  - Jerzy Iwanow-Szajnowicz, polski agronom, harcerz, pływak, piłkarz wodny, agent SIS, uczestnik greckiego ruchu oporu (ur. 1911)
  - Jadwiga Marcinowska, polska pisarka, poetka, działaczka ludowa, feministka (ur. 1877)
  - Marina Raskowa, radziecka major, pilotka i nawigatorka (ur. 1912)
  - Ludwik Smolarz, polski podpułkownik (ur. 1898)
  - Nikołaj Szengiełaja, gruziński reżyser i scenarzysta filmowy (ur. 1903)
  - Janina Żyźniewska, polska działaczka społeczna i niepodległościowa (ur. 1897)
- 1944:
  - Zygmunt Kukulski, polski historyk, wykładowca akademicki (ur. 1890)
  - Józef Mandrysz, śląski działacz plebiscytowy, powstaniec (ur. 1881)
  - Kaj Munk, duński duchowny luterański, dramaturg (ur. 1898)
- 1945:
  - Ricardo Jiménez Oreamuno, kostarykański prawnik, adwokat, sędzia, polityk, prezydent Kostaryki (ur. 1859)
  - Agnieszka Pilchowa, polska jasnowidząca, bioenergoterapeutka, zielarka (ur. 1888)
  - Bolesław Płachciński, polski plutonowy, żołnierz AK (ur. 1917)
- 1946 – Michał Prozwicki, polski major saperów (ur. 1899)
- 1947:
  - Kurt Dörry, niemiecki wszechstronny sportowiec, działacz sportowy (ur. 1874)
  - Albert Ireton, brytyjski przeciągacz liny, bokser (ur. 1879)
- 1949:
  - Glyn Allen, irlandzki rugbysta (ur. 1874)
  - Samuel Hill-Wood, brytyjski przedsiębiorca, polityk, działacz piłkarski (ur. 1872)
  - Oscar Polk, amerykański aktor (ur. 1899)
- 1950 – Stanisław Wrzaliński, polski pułkownik (ur. 1882)
- 1952:
  - Lajos Aradi, węgierski gimnastyk pochodzenia słowackiego (ur. 1884)
  - Constant Permeke(inne języki), belgijski malarz, rzeźbiarz (ur. 1886)
- 1953:
  - Chichibu, japoński książę, generał major, następca tronu (ur. 1902)
  - Jindřich Heisler, czeski poeta, tłumacz, malarz (ur. 1914)
- 1955 – Clyde Bruckman(inne języki), amerykański reżyser filmowy (ur. 1894)
- 1956 – Märtha Adlerstråhle, szwedzka tenisistka (ur. 1868)
- 1957:
  - Theodor Körner, austriacki polityk, prezydent Austrii (ur. 1873)
  - Ilja Winokurow, radziecki i jakucki polityk (ur. 1896)
- 1959 – Antoni Nowak-Przygodzki, polski prawnik, adwokat, działacz społeczny i samorządowy, porucznik kawalerii, żołnierz AK, działacz emigracyjny (ur. 1897)
- 1960:
  - Albert Camus, francuski pisarz, laureat Nagrody Nobla (ur. 1913)
  - Dudley Nichols(inne języki), amerykański reżyser i scenarzysta filmowy (ur. 1895)
  - Paweł Wybierski, polski działacz niepodległościowy i sportowy (ur.1899)[5]
- 1961 – Erwin Schrödinger, austriacki fizyk, laureat Nagrody Nobla (ur. 1887)
- 1962:
  - Hans Lammers, niemiecki prawnik, polityk nazistowski, szef Kancelarii III Rzeszy (ur. 1879)
  - Anton Pulanich, słowacki generał (ur. 1898)
- 1963:
  - Nikołaj Gołoszczapow, rosyjski generał major, emigracyjny publicysta i działacz polityczny i kombatancki (ur. 1878)
  - Jan Świerzowicz, polski filozof, polonista, nauczyciel, historyk i krytyk literatury, tłumacz przysięgły, działacz oświatowy i społeczny (ur. 1887)
- 1964:
  - Franciszek Gliwicz, polski działacz niepodległościowy, nauczyciel, oficer (ur. 1893)
  - Arthur Wade-Evans, brytyjski duchowny anglikański, historyk (ur. 1875)
- 1965 – T.S. Eliot, brytyjski poeta, dramaturg, eseista pochodzenia amerykańskiego, laureat Nagrody Nobla (ur. 1888)
- 1966 – Lucjana Bracka, polska aktorka (ur. 1897)
- 1967:
  - Donald Campbell, brytyjski kierowca wyścigowy (ur. 1921)
  - Jan Kanty Lorek, polski duchowny katolicki, biskup sandomierski (ur. 1886)
- 1968:
  - Armando Castellazzi, włoski piłkarz (ur. 1904)
  - Władysław Hordyński, polski bibliotekarz (ur. 1908)
  - Jerzy Romański, polski architekt (ur. 1909)
- 1969:
  - Paul Chambers, amerykański kontrabasista jazzowy (ur. 1935)
  - Corneliu Robe, rumuński piłkarz (ur. 1908)
  - Amedeo Varese, włoski piłkarz (ur. 1890)
- 1970 – Dudley Roe, amerykański polityk (ur. 1881)
- 1971 – Stanisław Künstler, polski generał brygady (ur. 1892)
- 1973:
  - Archibald Vincent Arnold, amerykański generał major (ur. 1889)
  - Walter Hückel, niemiecki chemik, wykładowca akademicki (ur. 1895)
  - Jewgienij Kołuszczinski, radziecki polityk (ur. 1902)
- 1975:
  - Carlo Levi, włoski pisarz, malarz pochodzenia żydowskiego (ur. 1902)
  - Michał Potaczało, polski duchowny katolicki, kapelan AK, działacz polityczny (ur. 1912)
- 1976:
  - Tadeusz Andrzej Broniewski, polski architekt, historyk sztuki (ur. 1894)
  - Rudolph Minkowski, amerykański astronom, astrofizyk pochodzenia niemieckiego (ur. 1895)
  - Bolesław Wit-Święcicki, polski dziennikarz, polityk (ur. 1901)
- 1977 – Ibrahim Biçaku, albański polityk, premier Albanii (ur. 1905)
- 1979:
  - Karol Kord, polski pisarz, satyryk, autor tekstów piosenek, grafik, karykaturzysta (ur. 1917)
  - Vincent Korda(inne języki), brytyjski scenograf filmowy pochodzenia węgierskiego (ur. 1897)
- 1981 – Stefan Śródka, polski aktor (ur. 1910)
- 1982:
  - Konrad Granström, szwedzki gimnastyk (ur. 1900)
  - Jean-Pierre Guillon, francuski lekkoatleta, sprinter (ur. 1930)
  - Francisco Valdés Subercaseaux, chilijski duchowny katolicki, biskup Osorno, czcigodny Sługa Boży (ur. 1908)
- 1985:
  - Anatol Gupieniec, polski historyk, historyk sztuki, muzealnik, numizmatyk (ur. 1914)
  - Brian Horrocks, brytyjski generał (ur. 1895)
- 1986:
  - Ryszard Dembiński, polski aktor (ur. 1934)
  - Christopher Isherwood, brytyjski pisarz (ur. 1904)
  - Phil Lynott, irlandzki basista, wokalista, członek zespołu Thin Lizzy (ur. 1949)
  - Zdzisław Przebindowski, polski malarz, pedagog (ur. 1902)
  - Zdzisław Szymański, polski aktor (ur. 1914)
- 1988:
  - Leon Chodkiewicz, polski inżynier mechanik, wykładowca akademicki (ur. 1913)
  - Henryk Liburski, polski aktor (ur. 1922)
- 1989:
  - Kazimierz Brusikiewicz, polski aktor (ur. 1926)
  - Irma Czaykowska, polska reżyserka teatralna i telewizyjna (ur. 1921)
  - Junko Furuta, japońska ofiara morderstwa (ur. 1971)
  - Feliks Marciniak, polski rolnik, polityk, poseł na Sejm PRL (ur. 1916)
  - Dewora Necer, izraelska polityk (ur. 1897)
  - Wanda Sarnowska, polska archeolog, muzeolog (ur. 1911)
- 1990:
  - Jan Czepczor, polski biegacz narciarski, biathlonista (ur. 1914)
  - Alberto Lleras Camargo, kolumbijski polityk, prezydent Koumbii (ur. 1906)
  - Vladimir Ussachevsky, amerykański kompozytor pochodzenia rosyjskiego (ur. 1911)
- 1991:
  - Poon Lim, chiński marynarz (ur. 1918)
  - Stefan Żółkiewski, polski eseista, krytyk i historyk literatury (ur. 1911)
- 1992 – Stanisław Sołtan, polski szermierz, trener (ur. 1915)
- 1993:
  - Henryk Antoszkiewicz, polski generał brygady (ur. 1924)
  - Stanisław Pieniak, polski rolnik, polityk, poseł na Sejm PRL (ur. 1932)
  - Henryk Śmigielski, polski inżynier telekomunikacji, wykładowca akademicki (ur. 1911)
- 1994:
  - Rahul Dev Burman, indyjski kompozytor, twórca muzyki filmowej (ur. 1939)
  - Feliks Fabian, polski malarz, grafik, aktor pochodzenia żydowskiego (ur. 1909)
  - Siemion Tutuczenko, radziecki dowódca partyzancki, architekt (ur. 1913)
- 1995:
  - Vladas Drėma, litewski malarz, historyk sztuki, muzeolog (ur. 1910)
  - Walerij Nosik, rosyjski aktor (ur. 1940)
- 1996:
  - Anna Abert, niemiecka muzykolog (ur. 1906)
  - Wasilij Afonin, rosyjski podpułkownik pilot, as myśliwski (ur. 1919)
  - Ludwik Mika(inne języki), polski aktor (ur. 1924)
  - Jan Witkowski, polski filatelista (ur. 1907)
- 1997:
  - Aleksander Sokołowski, polski aktor, pedagog (ur. 1933)
  - Piotr Węglowski, polski wojskowy (ur. 1928)
- 1999 – Kisshōmaru Ueshiba, japoński dōshu aikido (ur. 1921)
- 2000 – Alfred Bohrmann, niemiecki astronom (ur. 1904)
- 2001:
  - Les Brown, amerykański klarnecista, saksofonista, kompozytor, aktor (ur. 1912)
  - Ireneusz Ihnatowicz, polski historyk, archiwista (ur. 1928)
  - Tadeusz Olechowski, polski polityk, minister handlu zagranicznego i spraw zagranicznych (ur. 1926)
- 2002:
  - Georg Ericson, szwedzki piłkarz, bramkarz, trener (ur. 1919)
  - Ada Falcón, argentyńska aktorka, tancerka, piosenkarka (ur. 1905)
  - Hilda Stevenson-Delhomme, seszelska lekarka i polityczka (ur. 1912)
  - Kazimierz Szretter (70), lekarz polski, okulista
- 2003:
  - Conrad L. Hall, amerykański operator filmowy (ur. 1926)
  - Klementyna Mańkowska, polska arystokratka (ur. 1910)
- 2004:
  - Joan Aiken, brytyjska aktorka (ur. 1924)
  - James Counsilman, amerykański pływak, trener (ur. 1920)
  - Brian Gibson, brytyjski reżyser, scenarzysta i producent filmowy i telewizyjny (ur. 1944)
  - Władysław Klabiński, polski kolarz szosowy (ur. 1925)
  - Refik Memišević, jugosłowiański zapaśnik (ur. 1956)
  - Helena Růžičková, czeska aktorka (ur. 1936)
  - Dorota Terakowska, polska pisarka, dziennikarka (ur. 1938)
  - John Toland(inne języki), amerykański historyk, pisarz (ur. 1912)
- 2005:
  - Ali al-Haidri, iracki polityk, burmistrz Bagdadu (ur. ?)
  - Bud Poile, kanadyjski hokeista, trener i działacz hokejowy (ur. 1924)
  - Marek Wieczorek, polski ekonomista, polityk, wicemarszałek Sejmu PRL (ur. 1929)
- 2006 – Maktum ibn Raszid Al Maktum, emir Dubaju, premier ZEA (ur. 1946)
- 2007:
  - Sandro Salvadore, włoski piłkarz (ur. 1939)
  - Marais Viljoen, południowoafrykański polityk, prezydent RPA (ur. 1915)
  - Danuta Zagrodzka, polska dziennikarka, publicystka (ur. 1934)
- 2008:
  - Andrzej Gomuliński, polski specjalista inżynierii lądowej (ur. 1936)
  - Marianne Kiefer, niemiecka aktorka (ur. 1928)
  - Claude Whatham(inne języki), brytyjski reżyser filmowy (ur. 1927)
- 2009:
  - Leo Clijsters, belgijski piłkarz (ur. 1956)
  - Ivan Gubijan, jugosłowiański lekkoatleta, młociarz (ur. 1923)
  - Jizelle Salandy, trynidadzka pięściarka (ur. 1987)
  - Krzysztof Ziembiński, polski aktor, reżyser teatralny (ur. 1935)
- 2010:
  - Lew Allen, amerykański generał lotnictwa (ur. 1925)
  - Johan Ferrier, surinamski polityk, prezydent Surinamu (ur. 1910)
  - Jarosław Giszka, polski piłkarz (ur. 1965)
  - Tadeusz Góra, polski generał brygady, pilot wojskowy i szybowcowy (ur. 1918)
  - Siergiej Maniakin, radziecki i rosyjski polityk (ur. 1923)
  - Tsutomu Yamaguchi, japoński inżynier, konstruktor statków (ur. 1916)
- 2011:
  - Zofia Bystrzycka, polska pisarka (ur. 1922)
  - Chryzant (Czepil), rosyjski duchowny prawosławny, metropolita wiacki i słobodzki (ur. 1937)
  - Mick Karn, brytyjski muzyk, kompozytor, basista, członek zespołu Japan (ur. 1958)
  - Ryszard Kołodziej, polski urzędnik państwowy, polityk, poseł na Sejm RP (ur. 1948)
  - Coen Moulijn, holenderski piłkarz (ur. 1937)
  - Gerry Rafferty, szkocki piosenkarz, kompozytor (ur. 1947)
  - Jerzy S. Sito, polski prozaik, poeta, tłumacz (ur. 1934)
  - Salmaan Taseer, pakistański przedsiębiorca, polityk (ur. 1944)
- 2012 – Jerzy Gnatowski, polski malarz (ur. 1929)
- 2013:
  - Derek Kevan, angielski piłkarz (ur. 1935)
  - Jan Mikrut, polski duchowny katolicki, redemptorysta, współzałożyciel Radia Maryja (ur. 1942)
- 2014 – Czesław Borodziej, polski lekkoatleta, oszczepnik (ur. 1951)
- 2015:
  - Claude Chamboisier, francuski aktor, piosenkarz, producent muzyczny (ur. 1950)
  - Pino Daniele, włoski piosenkarz, gitarzysta (ur. 1955)
  - Helena Kisiel, polska historyk, archiwistka, działaczka społeczna (ur. 1925)
  - Wasil Lawonau, białoruski polityk, działacz państwowy (ur. 1938)
  - Stu Miller, amerykański baseballista (ur. 1927)
  - Yves Rouquette, francuski prozaik, poeta (ur. 1936)
  - Upendra Trivedi, indyjski reżyser i scenarzysta filmowy (ur. 1936)
  - René Vautier, francuski reżyser filmowy (ur. 1928)
  - Edmund Wnuk-Lipiński, polski socjolog, pisarz (ur. 1944)
  - János Zsombolyai, węgierski reżyser, scenarzysta i operator filmowy (ur. 1930)
- 2016:
  - Adam Cekański, polski ginekolog-położnik, endokrynolog (ur. 1921)
  - Michel Galabru, francuski aktor (ur. 1922)
- 2017:
  - Sandra Landy, angielska brydżystka (ur. 1938)
  - Ezio Pascutti, włoski piłkarz, trener (ur. 1937)
  - Georges Prêtre, francuski dyrygent (ur. 1924)
  - Andrzej Żaki, polski archeolog (ur. 1923)
- 2018:
  - Aharon Appelfeld, izraelski prozaik, poeta (ur. 1932)
  - Naby Camara, gwinejski piłkarz, trener (ur. 1951)
  - Philipp Jenninger, niemiecki polityk (ur. 1932)
  - Teresa Pawłowska, polska dziennikarka, publicystka i redaktorka prasy ogrodniczej (ur. 1933)
  - Mirosław Rozmus, polski generał dywizji, komendant główny Żandarmerii Wojskowej (ur. 1955)
  - Ray Thomas, brytyjski muzyk, kompozytor, wokalista, członek zespołu The Moody Blues (ur. 1941)
- 2019:
  - Milan Balabán, czeski teolog ewangelicki, religioznawca (ur. 1929)
  - Iwan Bortnik, rosyjski aktor (ur. 1939)
  - Harold Brown, amerykański fizyk, polityk, sekretarz obrony (ur. 1927)
  - Jerzy Jaruzelski, polski dziennikarz, historyk (ur. 1931)
- 2020:
  - Herbert Binkert, niemiecki piłkarz, trener (ur. 1923)
  - Andrzej Burski, polski lekarz, internista, samorządowiec, polityk, poseł na Sejm PRL (ur. 1939)
  - Júlio Castro Caldas, portugalski adwokat, polityk, minister obrony (ur. 1943)
- 2021:
  - Tanya Roberts, amerykańska aktorka, modelka (ur. 1955)
  - Guillermo Rodríguez-Melgarejo, argentyński duchowny katolicki, biskup San Martín (ur. 1943)
  - Barbara Shelley, brytyjska aktorka (ur. 1932)
  - Antoni Stankiewicz, polski duchowny katolicki, biskup, prawnik, teolog, dziekan Roty Rzymskiej (ur. 1935)
  - Xhemil Tagani, albański aktor (ur. 1945)
  - Martinus J.G. Veltman, holenderski fizyk, laureat Nagrody Nobla (ur. 1931)
- 2022:
  - Rolf-Dieter Amend, niemiecki kajakarz górski (ur. 1949)
  - Joan Copeland, amerykańska aktorka (ur. 1922)
  - Marcin Herbst, polski hydrolog, koszykarz (ur. 1937)
  - Percy Hobson, australijski lekkoatleta, skoczek wzwyż (ur. 1943)
  - Leon Kaleta, polski żołnierz AK, major WP, działacz kombatancki (ur. 1912)
  - Anatolij Kuksow, ukraiński piłkarz, trener (ur. 1949)
  - Andrzej Nowak, polski gitarzysta, kompozytor i producent muzyczny, założyciel i członek zespołu TSA (ur. 1959)
  - Piotr Rzewuski, polski wydawca, działacz opozycji antykomunistycznej (ur. 1956)
- 2023:
  - Michel Ferté, francuski kierowca wyścigowy (ur. 1958)
  - Marie Kovářová, czeska gimnastyczka sportowa (ur. 1927)
  - Sławomir Maciejowski, polski wioślarz (ur. 1951)
  - Rosi Mittermaier, niemiecka narciarka alpejska (ur. 1950)
  - Géza Morcsányi, węgierski aktor, dramaturg (ur. 1952)
  - Jan Podhorski, polski leśnik, rzecznik patentowy, członek Związku Jaszczurczego, żołnierz NSZ i AK, uczestnik powstania warszawskiego (ur. 1921)
  - Wołodymyr Radczenko, ukraiński generał, polityk, szef Służby Bezpieczeństwa Ukrainy (ur. 1948)
  - Miiko Taka, amerykańska aktorka (ur. 1925)
  - Fay Weldon, brytyjska pisarka, feministka (ur. 1931)
  - Stefan Wojnecki, polski fotograf, teoretyk fotografii (ur. 1929)
- 2024:
  - Fabio Fabbri, włoski prawnik, polityk, minister obrony, minister ds. polityki wspólnotowej (ur. 1933)
  - Glynis Johns, brytyjska aktorka (ur. 1923)
  - Witold Mikołajczuk, polski muzyk, kompozytor, akordeonista, gitarzysta, wokalista, autor tekstów, aranżer (ur. 1981)
  - Christian Oliver, niemiecki aktor, model (ur. 1972)
  - Emil Polit, polski malarz (ur. 1940)
  - Kishin Shinoyama, japoński fotograf, artysta współczesny (ur. 1940)
  - David Soul, amerykański aktor, piosenkarz (ur. 1943)
  - Łeonid Tkaczenko, ukraiński piłkarz, trener (ur. 1953)
  - Ołeksandr Tkaczenko, ukraiński agronom, polityk, przewodniczący Rady Najwyższej (ur. 1939)
- 2025:
  - Claude Allègre, francuski geochemik, wykładowca akademicki, polityk, minister edukacji narodowej, badań naukowych i technologii (ur. 1937)
  - Ołeksandr Humeniuk, ukraiński piłkarz (ur. 1976)
  - Józef Grzegorz Kurek, polski pedagog, socjolog, samorządowiec, burmistrz Mszczonowa (ur. 1953)
  - Halina Zaczek, polska aktorka (ur. 1929)